# Países Bajos
Países Bajos (en neerlandés: Nederlandⓘ) es una de las cuatro naciones constituyentes del Reino de los Países Bajos y un Estado miembro de la Unión Europea. Su capital oficial es Ámsterdam; no obstante, la sede del gobierno, del parlamento, de la monarquía y de los órganos judiciales se encuentra en La Haya.  
Aruba, Curazao y San Martín son países autónomos dentro del Reino que no forman parte de la Unión Europea. Asimismo, las municipalidades especiales de Bonaire, San Eustaquio y Saba, localizadas en el mar Caribe, integran el territorio neerlandés y forman parte de la región ultraperiférica.
El territorio europeo de los Países Bajos se sitúa en el noroeste de Europa y limita al norte y oeste con el mar del Norte, al sur con Bélgica y al este con Alemania. Es uno de los países con mayor densidad de población del mundo y aproximadamente una cuarta parte de su superficie se encuentra a nivel del mar o por debajo de este.
De acuerdo con el Banco Mundial, está clasificado como un país de ingresos altos. En 2023 ocupó el octavo lugar en el Índice de desarrollo humano y figura entre los países con menor índice de percepción de corrupción y con uno de los sistemas democráticos más consolidados del mundo.

## Terminología
Tanto la denominada región de los Países Bajos (que incluye a Bélgica, los propios Países Bajos y Luxemburgo) como la misma nación de los Países Bajos, comparten toponimia. Los nombres de lugares con Neder (o Lage(r)), Nieder, Nether (o bajo) y Nedre (en lenguas germánicas) y Bas o inferior (en lenguas romances) se utilizan en lugares de toda Europa. En ocasiones, se utilizan en relación lítica con terreno más elevado que se indica consecutivamente como superior, Boven, Oben o Haut. En el caso de los Países Bajos, la situación geográfica de la región inferior se encontraba más o menos aguas abajo del nombre. La ubicación geográfica de la región superior, sin embargo, ha cambiado enormemente con el tiempo, dependiendo de la ubicación de la potencia económica y militar que gobernase la región de los Países Bajos. Los romanos hicieron una distinción entre las provincias romanas de Germania Inferior (actualmente parte de Bélgica y los Países Bajos) y Germania Superior (actualmente parte de Alemania). La designación "Baja" para referirse a la región también se utilizó nuevamente con el Ducado de Baja Lorena del siglo X, que abarcaba gran parte de la región de los Países Bajos. Pero esta vez, la región superior correspondiente era la Alta Lorena, actualmente en el norte de Francia.
Los duques de Borgoña, que gobernaron la región de los Países Bajos en el siglo XV, utilizaron el término les pays de par deçà ("las tierras de aquí") para los Países Bajos, como opuesto a les pays de par delà ("las tierras de allí"), en referencia a su tierra natal original: Borgoña, en la actual región centro-oriental de Francia. Bajo el gobierno de los Habsburgo, les pays de par deçà se convirtió en pays d'embas ("tierras de aquí abajo"), una expresión deíctica en relación con otras posesiones de los Habsburgo como el Reino de Hungría y el Archiducado de Austria. Esto se tradujo como Neder-landen en los documentos oficiales neerlandeses de la época. Desde un punto de vista regional, Niderlant era también el área entre el río Mosa y el bajo río Rin a finales de la Edad Media. La zona conocida como Oberland (país alto) fue en este contexto considerada como la región de la actual Colonia.
A partir de mediados del siglo XVI, el término "Países Bajos" perdió su significado lítico original. Probablemente fue el nombre más utilizado, además de Flandes, para designar la región de los actuales Países Bajos, especialmente en Europa, en las lenguas romances. La guerra de los Ochenta Años (1568-1648) dividió a los Países Bajos en una República independiente de los Países Bajos septentrionales (el país precursor de los actuales Países Bajos) y unos Países Bajos meridionales controlados por España (el estado precursor de Bélgica).
El país fue más conocido a finales del siglo XX como Holanda, que en realidad es el nombre de dos de sus doce regiones históricas, situadas en la parte occidental del país. El Diccionario panhispánico de dudas, publicado por la Real Academia Española, admite su uso como sinónimo. Su idioma también es conocido tradicionalmente y por la misma razón como holandés, aun cuando su nombre oficial es neerlandés; en realidad, el holandés en sentido estricto es un dialecto del neerlandés; admisible por la RAE en el habla corriente, pero nunca en textos oficiales en donde debe ser referido como neerlandés. Lo mismo sucede con el gentilicio holandés. La RAE lo admite en el habla corriente, pero no para los textos oficiales. En ese caso, el adjetivo a usar es "neerlandés". Por este motivo, existe también en español la alternativa Neerlanda, de gran recorrido histórico, aunque poco utilizada.
A menudo, se confunden también los Países Bajos con la unión aduanera conocida como Benelux formada por Bélgica, los Países Bajos y Luxemburgo; la denominación tiene su base en el acuerdo de cooperación intergubernamental que se hizo efectivo en 1944.

## Historia

### Prehistoria

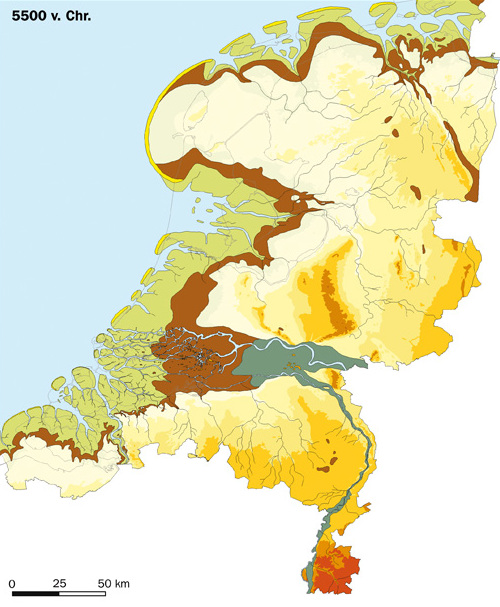
Los Países Bajos en el 5500 a. C.

Los Países Bajos han sido habitados desde la última glaciación; los vestigios más antiguos hallados tienen una antigüedad de 100 000 años, cuando el país poseía un clima de tundra con muy escasa vegetación. Sus primeros pobladores fueron cazadores-recolectores. Al finalizar la Edad de hielo, el área fue habitada por varios grupos paleolíticos. Uno de ellos fabricaba incluso canoas (Pesse, hacia 6500 a. C.) y antes de eso, alrededor de 8000 a. C., una tribu mesolítica residió cerca de Bergumermeer (Frisia).
La agricultura llegó hacia el año 5000 a. C., a través de la cultura de alfarería lineal (probablemente proveniente de la Europa central), pero solo fue practicada en las llanuras del extremo sur del país (Limburgo del Sur). Los recolectores-cazadores de la cultura Swifterbant están atestiguados a partir de 5600 a. C. y desarrollaron una sociedad agrícola hacia 4300 a. C.-4000 a. C. en la que destacó la introducción de pequeñas proporciones de granos en una economía tradicional.
Los primeros restos notables de la prehistoria fueron los dólmenes, que han sido encontrados en la provincia de Drente y fueron construidos probablemente por gente de la cultura granjera de Funnelbeaker entre 4100 y 3200 a. C. La primera evidencia del uso de ruedas está datada en torno a 2400 a. C. y está relacionada probablemente con la cultura Bellbeaker (Klokbeker cultuur). Esta cultura también experimentó con cobre, de lo que se ha encontrado alguna evidencia (yunques de piedra, cuchillos de cobre, diademas de cobre) en el parque de Veluwe. Los hallazgos de cobre demuestran el comercio con otras regiones, porque el mineral de cobre no se encuentra en el país.
La Edad del Bronce comenzó alrededor de 2000 a. C., como en la tumba de "El herrero de Wageningen". Después de este descubrimiento, aparecieron más objetos de la Edad del Bronce, como en Epe, Drouwen y sobre todo en Drente, que, debido a la cantidad de objetos encontrados como cuentas de estaño en un collar, nos indican que era centro de comercio de la época. La riqueza de los Países Bajos en la Edad del Hierro puede ser vista en la "Tumba del rey en Oss" (hacia 500 a. C.), donde un verdadero rey fue enterrado con algunos objetos como una espada de hierro con un grabado de oro y coral en el mayor túmulo funerario de la Europa Occidental, que tenía 52 m de ancho.
En la época de la llegada de los romanos, los Países Bajos se hallaban habitados por varias tribus germánicas, quienes se habían asentado aquí alrededor de 600 a. C., como los tubanti, los canninefates o los frisios. Tribus celtas se instalaron en el sur, entre ellas los eburones, menapios y texuandri. Diversos germanos se asentaron en el delta del Rin al comienzo de la ocupación romana y formaron la tribu de los bátavos.

### Roma

La provincia romana de la Germania Inferior,

En el siglo I a. C., los romanos conquistaron la parte meridional del país, donde crearon la provincia romana de Germania Inferior. Los romanos fueron los primeros en construir ciudades en el país, como Utrecht, Nimega y Maastricht. La parte septentrional, que estaba fuera del Imperio romano y que era el lugar donde vivían los frisios, fue influenciada fuertemente por su poderoso vecino del sur.
La relación con los habitantes del país fue buena en general; muchos bátavos sirvieron en la caballería romana. La cultura bátava fue influenciada por la romana, resultando, entre otras cosas, en templos de tipo romano como el de Elst, dedicado a los dioses locales. Sin embargo, esto no impidió la rebelión de los bátavos en  69 d. C., acaudillados por el bátavo Julio Civilis, un oficial de las tropas auxiliares. Durante la revuelta, que aprovechó la inestabilidad que se produjo en el Imperio durante el año de los cuatro emperadores, los bátavos consiguieron aniquilar dos legiones romanas e infligir humillantes derrotas al ejército romano. Otros soldados romanos se sumaron a la revuelta, que incluso dividió la parte norte del ejército romano y en abril de 70 d. C., Vespasiano envió unas cuantas legiones para frenar la revuelta. Su comandante, Quinto Petilio Cerial, fue derrotado por los bátavos y entabló negociaciones con Julio Civilis en algún lugar entre el Waal y el Mosa cerca de Noviomagus (Nimega) o, como los bátavos probablemente lo llamaban, Batavodurum.

### Después de Roma

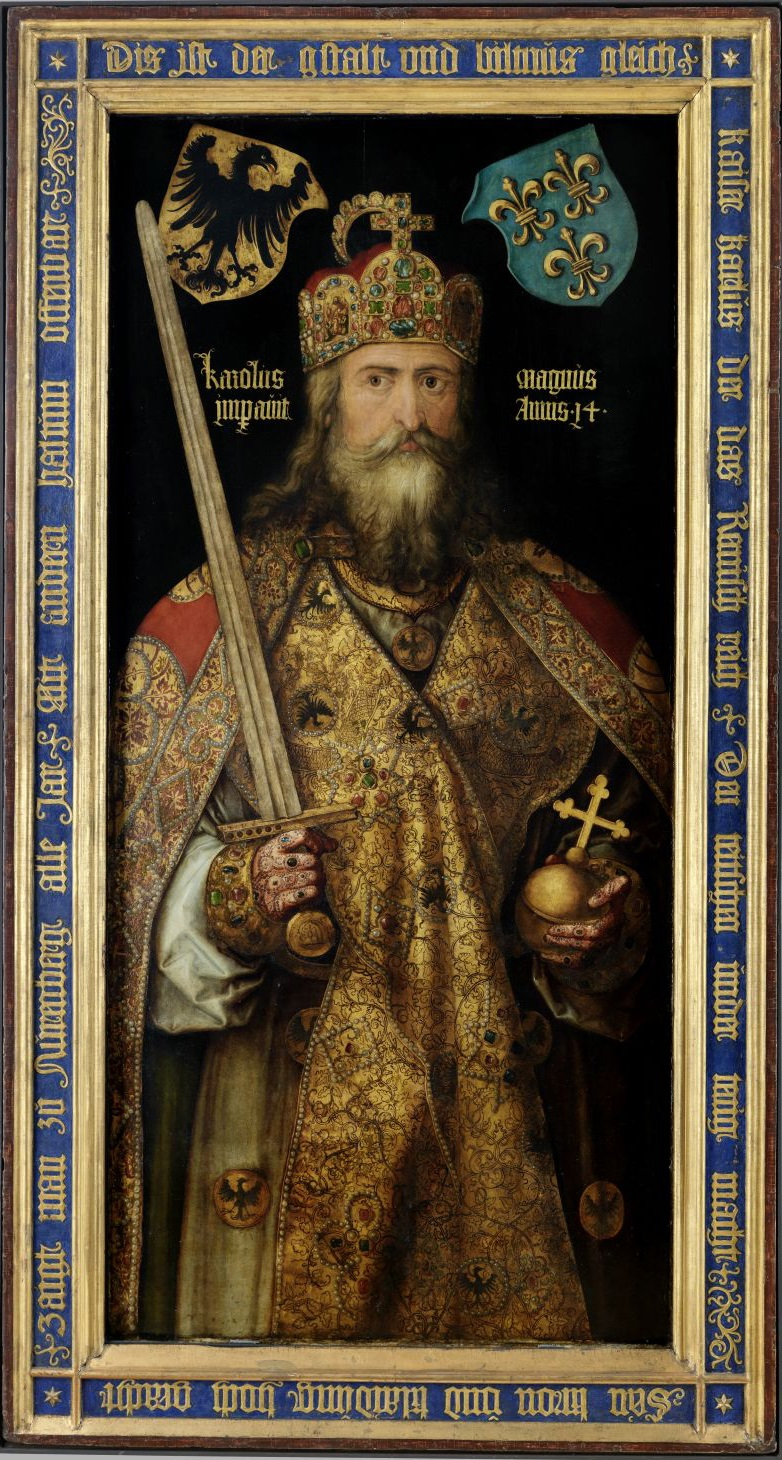
Carlomagno, según una ilustración de Alberto Durero (1511)

Los recién llegados se unieron a los habitantes originales para crear tres pueblos: los frisios a lo largo de la costa, los sajones en el este y los francos en el sur. Los francos se convirtieron al cristianismo después de que su rey Clodoveo I lo hiciera en el año 496, y así el cristianismo fue introducido en el norte gracias a la conquista de Frisia por los francos. Los Países Bajos pertenecían al imperio franco de Carlomagno, cuyo núcleo se encontraba en lo que hoy es Bélgica y el norte de Francia, y que se extendía además por el resto de Francia, Alemania, norte de Italia y otros territorios de la Europa occidental. En 843, con el Tratado de Verdún, el Imperio quedó dividido en tres partes: Francia Occidental, Francia Oriental y Lotaringia. Posteriormente, este imperio central se volvió a dividir; la mayor parte de los territorios de habla neerlandesa se integraron en Alemania, y Francia intentó incorporar a Flandes sin éxito.
Entre los años 800 y 1000, los Países Bajos padecieron los saqueos de los vikingos, cuyos ataques eran muy violentos, como la destrucción de la ciudad de Dorestad. Pero la supremacía vikinga terminó en 920, cuando el rey Enrique I de Alemania liberó Utrecht. Los reyes y emperadores alemanes dominaron los Países Bajos durante los siglos X y XI. Alemania recibió la denominación de Sacro Imperio Romano Germánico tras la coronación de Otón I el Grande como emperador. Nimega fue un lugar significativo para los emperadores germanos, varios de ellos nacieron y murieron allí.
Las Cruzadas fueron populares en los Países Bajos y muchos se unieron para ir a luchar en Tierra Santa. El Sacro Imperio Romano Germánico se mostró incapaz de mantener la unidad política debido a la creciente independencia de las ciudades. Los gobernantes locales transformaron sus ducados y condados en reinos privados y se sentían poco obligados a obedecer al emperador. Una gran parte de lo que actualmente son los Países Bajos estaba gobernada por el conde de la región de Holanda, el duque de Güeldres, el duque de Brabante Flamenco y el obispo de Utrecht. En el norte, Frisia y Groninga mantuvieron su independencia y eran gobernadas por la pequeña nobleza.
Güeldres y la región de Holanda luchaban por el control de Utrecht. Por su parte, Utrecht se vio marginada a causa de las continuas dificultades que experimentaba para elegir nuevos obispos, mientras que las dinastías de los Estados vecinos eran más estables. Groninga, Drente y la mayor parte de Güeldres, que había formado parte de Utrecht, se independizaron. Brabante trató de someter a sus vecinos, aunque sus intentos fracasaron. Los Países Bajos también intentaron asegurar su supremacía en Zelanda y Frisia, pero tampoco lo lograron. En el norte, Frisia conservó su independencia durante este período. Poseía sus propias instituciones y se oponía a la imposición del sistema feudal que se podía encontrar en otras localidades europeas. A pesar de ello, los frisios perdieron su independencia cuando fueron derrotados en 1498 por los mercenarios lansquenetes alemanes del duque Alberto III de Sajonia-Meissen.

### Borgoña

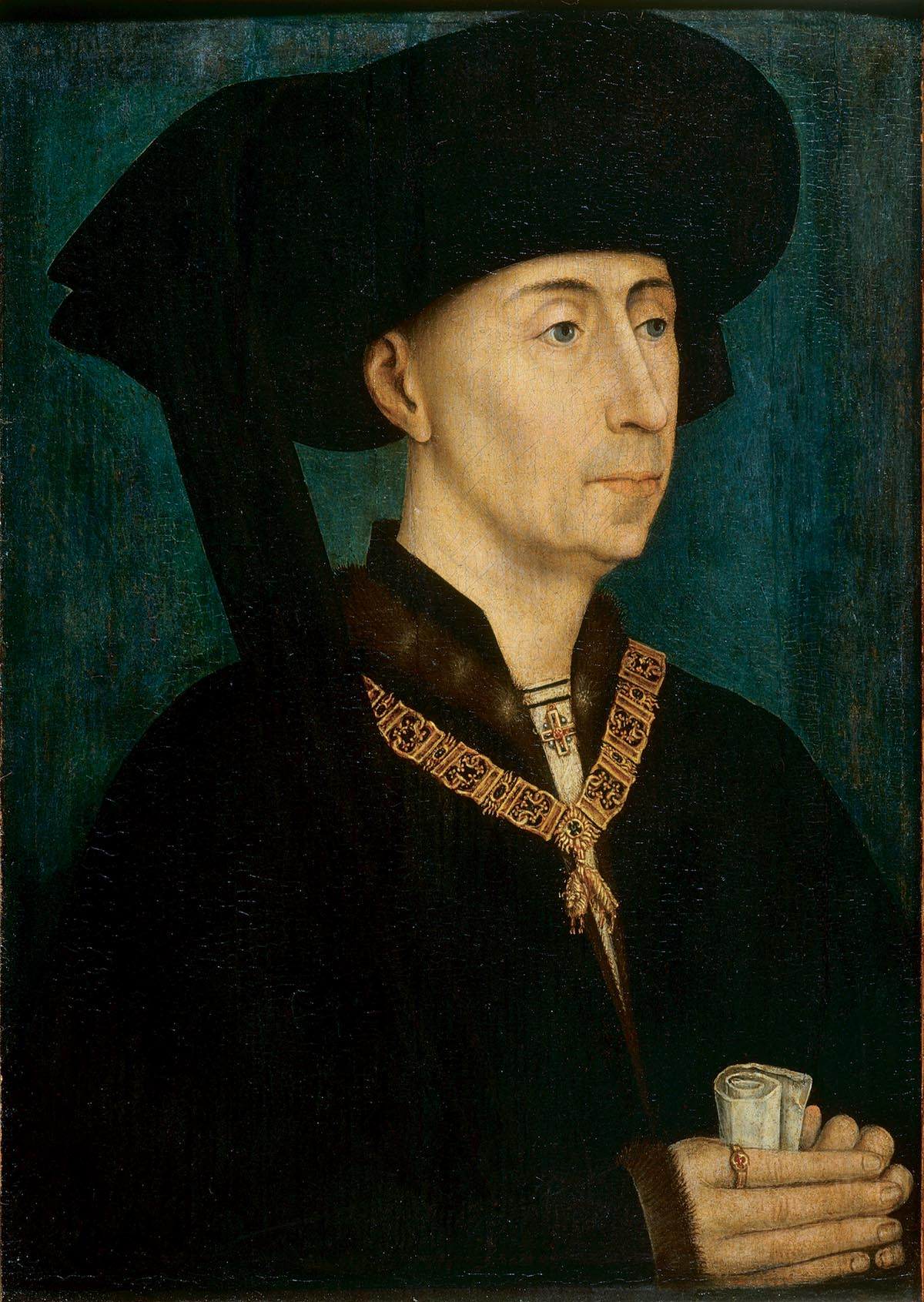
Felipe III de Borgoña el Bueno, retratado por Roger van der Weyden

Los Países Bajos Borgoñones es un término que describe a la entidad geopolítica que abarcaba los territorios de la región de los Países Bajos (Nederlanden; Lage Landen), que fueron incorporándose al dominio de los duques de Borgoña durante el período comprendido entre 1384 y 1477.
Los territorios borgoñones se vieron expandidos con el Condado de Namur en 1421, los ducados de Brabante y Limburgo en 1439, los condados de Henao, Holanda y Zelanda en 1432, el Ducado de Luxemburgo en 1441 y el ducado de Güeldres en 1437.
En 1433 buena parte del territorio de los Países Bajos y Bélgica fue unificado por el duque Felipe III de Borgoña. Antes de la unión borgoñona, los neerlandeses se identificaban con su ciudad, su condado o ducado local o como súbditos del Sacro Imperio Romano Germánico. Fue durante esta etapa borgoñona cuando comenzó a surgir entre los neerlandeses una conciencia de nación. Los principales nobles de los Países Bajos invitaron al duque a conquistar este país, a pesar de que él no tenía ninguna pretensión histórica sobre los Países Bajos. Ámsterdam creció y en el siglo XV se convirtió en el principal puerto comercial europeo para el grano procedente de la región báltica.
Güeldres se oponía al dominio borgoñón y trató de crear su propio Estado en el noreste de los Países Bajos y noroeste de Alemania. Debido a la falta de dinero, Güeldres hizo que sus soldados se proveyeran de lo que necesitaran mediante el saqueo de los territorios enemigos. Estos soldados supusieron una gran amenaza para los Países Bajos borgoñones. Güeldres estaba aliada con Francia, Inglaterra y Dinamarca, los cuales querían poner fin a la prosperidad de Flandes y al dominio borgoñón sobre los Países Bajos.
Cuando Carlos el Temerario, duque de Borgoña, murió en enero de 1477 en la batalla de Nancy sin descendencia masculina, el rey Luis XI de Francia se apoderó del ducado de Borgoña y lo anexionó al dominio real, sobre la base de que los infantazgos se habían reglamentado de forma que, al extinguirse la descendencia masculina, debían incorporarse a la Corona. Pero María de Borgoña, la hija del duque de Borgoña, se casó con el futuro emperador Maximiliano I de Habsburgo para defender su herencia y no aceptó la pérdida del ducado, manteniendo así la titulación de duque de Borgoña por el prestigio que otorgaba a su titular el ser Gran Maestre y Jefe Soberano de la Orden del Toisón de Oro.
En febrero de 1477, María de Borgoña concede el llamado Gran Privilegio a sus súbditos de Flandes (Bélgica, Países Bajos, Luxemburgo y norte de Francia), que fue firmado en Gante, devolviéndoles los privilegios arrebatados por los duques anteriores, Felipe el Bueno y Carlos el Temerario. Era un Estatuto que garantizaba el autogobierno de los Países Bajos, según el cual se creaba un Gran Consejo para asesorar a María de Borgoña, que se comprometía a no declarar la guerra o subir los impuestos sin el consentimiento de los Estados Generales de los Países Bajos.
Al firmarse el tratado de Senlis en 1493, los franceses conservaron el territorio del Ducado de Borgoña, pero devolvieron el Franco Condado y el Artois a los borgoñones. En 1493, Felipe el Hermoso ya era mayor de edad y su intitulación en 1495 muestra sus posesiones territoriales en los Países Bajos:

Phelipe par la grace de Dieu Archiduc d'Ausriche, Duc de Bourgoingne, de Lothor, de Brabant, de Stiere, de Carinte, de Carniole, de Lemberg, de Lucembourg & de Gheldres; Conte de Habsbourgh, de Flandres, de Tyrol, d'Artois, de Bourgoingne Palatin & de Hoynnau, Lantgrave d'Elsace, Marquis de Bourgaubb & du Saint Empire; de Hollande, de Zeelande, de Ferette, de Kiburg, de Namur, & de Zutphen Conte, Seignure de Frese, sur la Marche de Sclanonie, de Portenaub, de Salins, & de Malines.

El matrimonio de Felipe el Hermoso con la hija de los Reyes Católicos y futura reina Juana I posibilitó la vinculación de los territorios de Borgoña y los Países Bajos con los futuros monarcas españoles.
En el tratado de Nimega (1678), se cedió definitivamente el territorio de Borgoña a Francia, con lo que una vez adquiridos todos los territorios de Borgoña (Franco Condado y Ducado de Borgoña), Luis XIV de Francia invistió a su nieto Luis de Francia (1682-1712), como duque de Borgoña. Por otra parte, Carlos II de España y sus sucesores conservaron los títulos borgoñones de forma nominal en su intitulación.

### Países Bajos de los Habsburgo

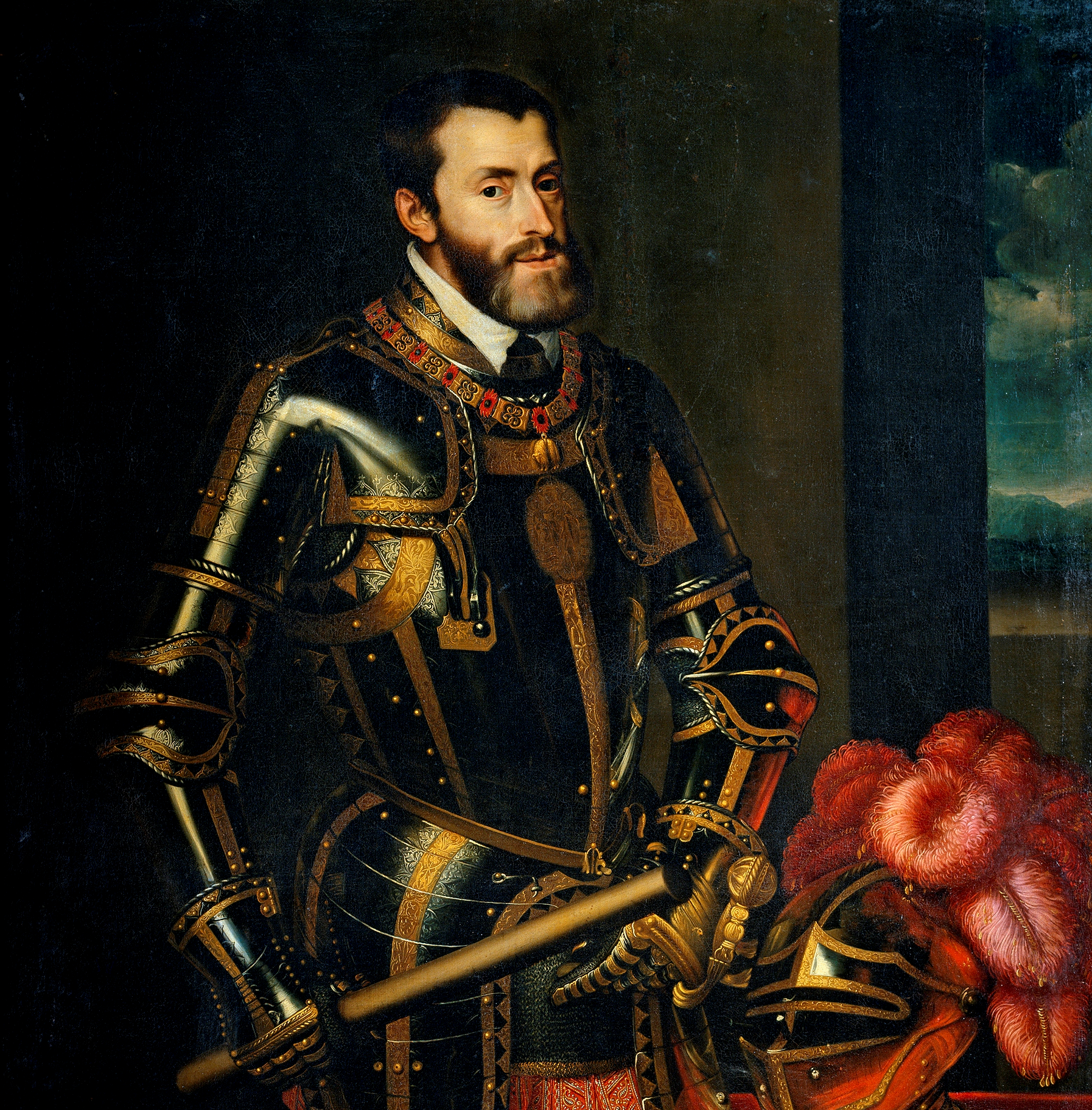
El emperador Carlos V, soberano de los Países Bajos, donde había nacido

Por herencia y conquista, el país estuvo en posesión de la dinastía de los Habsburgo bajo Carlos V en el siglo XVI, quien los unificó en un solo Estado. El este de los Países Bajos solo fue ocupado unas décadas antes de la lucha de los neerlandeses por su independencia. Sin embargo, en 1548, ocho años antes de que abdicara del trono, el Emperador Carlos V garantizó el estatus de las Diecisiete Provincias de los Países Bajos como una entidad separada tanto del Imperio como de Francia. Esta Pragmática Sanción de 1549 no fue de independencia plena, pero permitió una autonomía significativa.
Al emperador Carlos V le sucedió su hijo Felipe II de España. A diferencia de su padre, que había crecido en Gante (Bélgica), Felipe tuvo poco apego personal con los Países Bajos, y así la nobleza local le consideró indiferente hacia su Estado. Como católico devoto, Felipe estaba consternado por el éxito de la Reforma protestante, que llevó a un aumento del número de calvinistas. Sus intentos por reforzar la persecución religiosa de los protestantes y sus esfuerzos por centralizar el gobierno, la justicia y los impuestos le hicieron impopular y condujeron a una revuelta. Los neerlandeses lucharon por su independencia de España, lo que originó la guerra de los Ochenta Años (1568-1648). Siete provincias rebeldes se unieron en la Unión de Utrecht en 1579 y formaron la República de los Siete Países Bajos Unidos.
Los tratados de paz con Francia (1598) y con Inglaterra (1604) y el agotamiento por la guerra llevaron al establecimiento de la tregua de los doce años.
En la práctica, los territorios del norte formaban las Provincias Unidas: Holanda, Zelanda, Utrecht, Güeldres (con Zutphen), Overijssel (con Drente), Frisia y Groniga, además de los territorios de la Generalidad (partes de Brabante, Flandes y Limburgo). Los territorios del sur, bajo la soberanía de los Habsburgo, formaron los Países Bajos españoles: Flandes, Artois, Henao, Namur, Luxemburgo, Brabante, Amberes, Malinas, Limburgo. Esto se reflejó en los Estados Generales de los Países Bajos, ya que en la parte septentrional se establecieron en La Haya y en la parte meridional en Bruselas.
De esta manera, por el Acta de Abjuración de 1581 y la Tregua de los doce años de 1609 se formaron dos entidades políticas: al norte, las Provincias Unidas y al sur, los Países Bajos españoles.

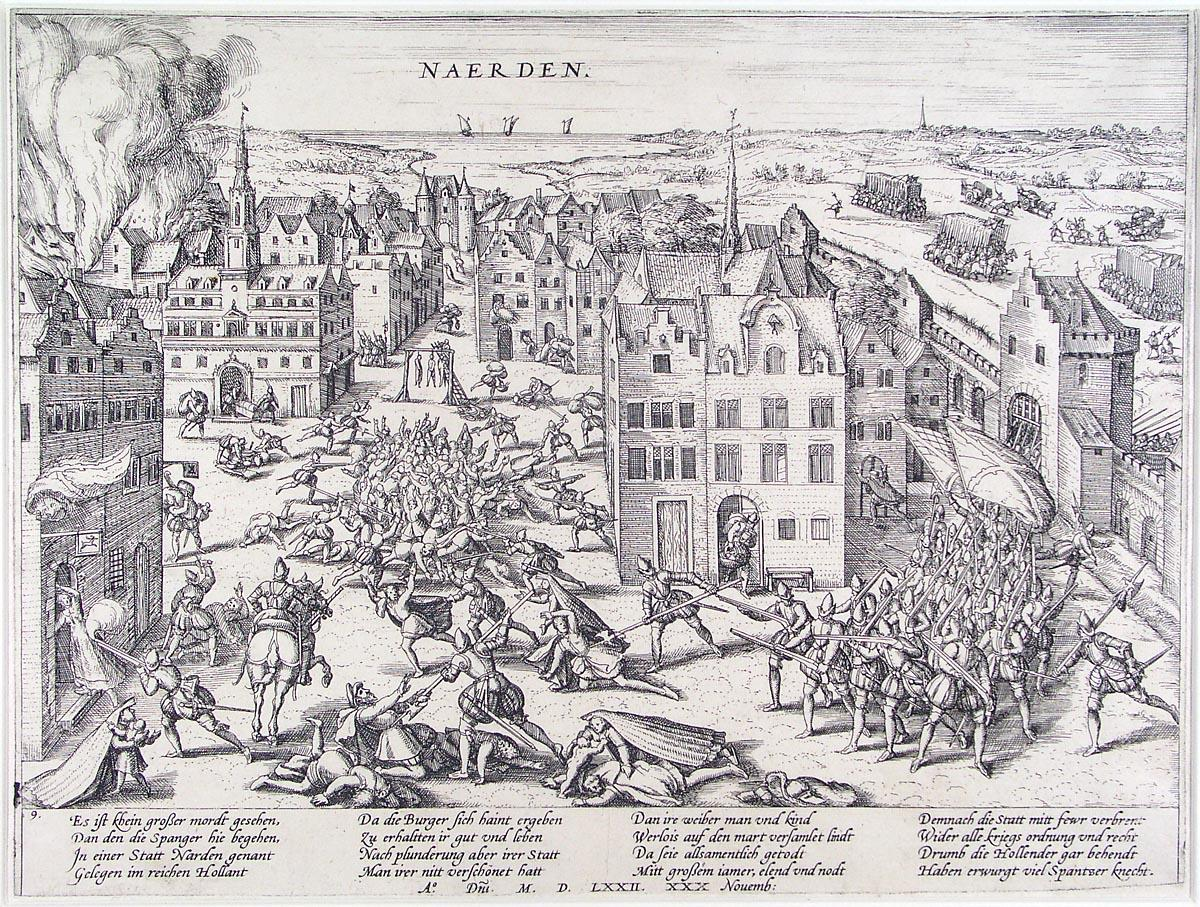
El saqueo de Naarden por las tropas de Fadrique Álvarez de Toledo

Mediante la Tregua con las provincias del Norte, los archiduques Alberto e Isabel Clara Eugenia emprendieron una política de reparación y reorganización interna, protegiendo las artes, las ciencias, así como el comercio y la agricultura. Además su Edicto Perpetuo de 12 de julio de 1611 conforma el primer código legal belga. No obstante, aunque independientes, los Países Bajos permanecieron dentro de la esfera de influencia española.
En 1714, con el Tratado de Rastatt el emperador Carlos VI obtuvo el control de los Países Bajos españoles, pasando a ser conocidos como los Países Bajos austríacos.
La política centralizadora del emperador José II de Habsburgo en contra de los antiguos privilegios provocó la rebelión general en 1788, la Revolución brabanzona, que se declararon independientes y formaron los Estados Unidos de Bélgica (11 de enero de 1790), en una declaración firmada por Brabante Flamenco, Güeldres, Flandes, Flandes Occidental, Henao, Namur, Tournai, Tournaisis y Malinas, pero no Luxemburgo.
A fines de 1790, el poder imperial lo restauró el emperador Leopoldo II de Austria.
Durante las guerras revolucionarias francesas, el ejército revolucionario francés venció en 1792 al austriaco en la batalla de Jemappes y conquistó los territorios de los Países Bajos meridionales, pero la victoria austriaca en Neerwinden en 1793 puso en retirada al ejército francés.
Finalmente, los franceses obtuvieron en 1794 la victoria en la batalla de Fleurus y los austriacos se retiraron de nuevo de los Países Bajos.
El 1 de octubre de 1795, la Convención Nacional anexionó los Países Bajos y el Obispado de Lieja. La pérdida de territorios fue reconocida por Austria en el Tratado de Campo Formio, el 17 de octubre de 1797.

### República Neerlandesa (1581-1795)

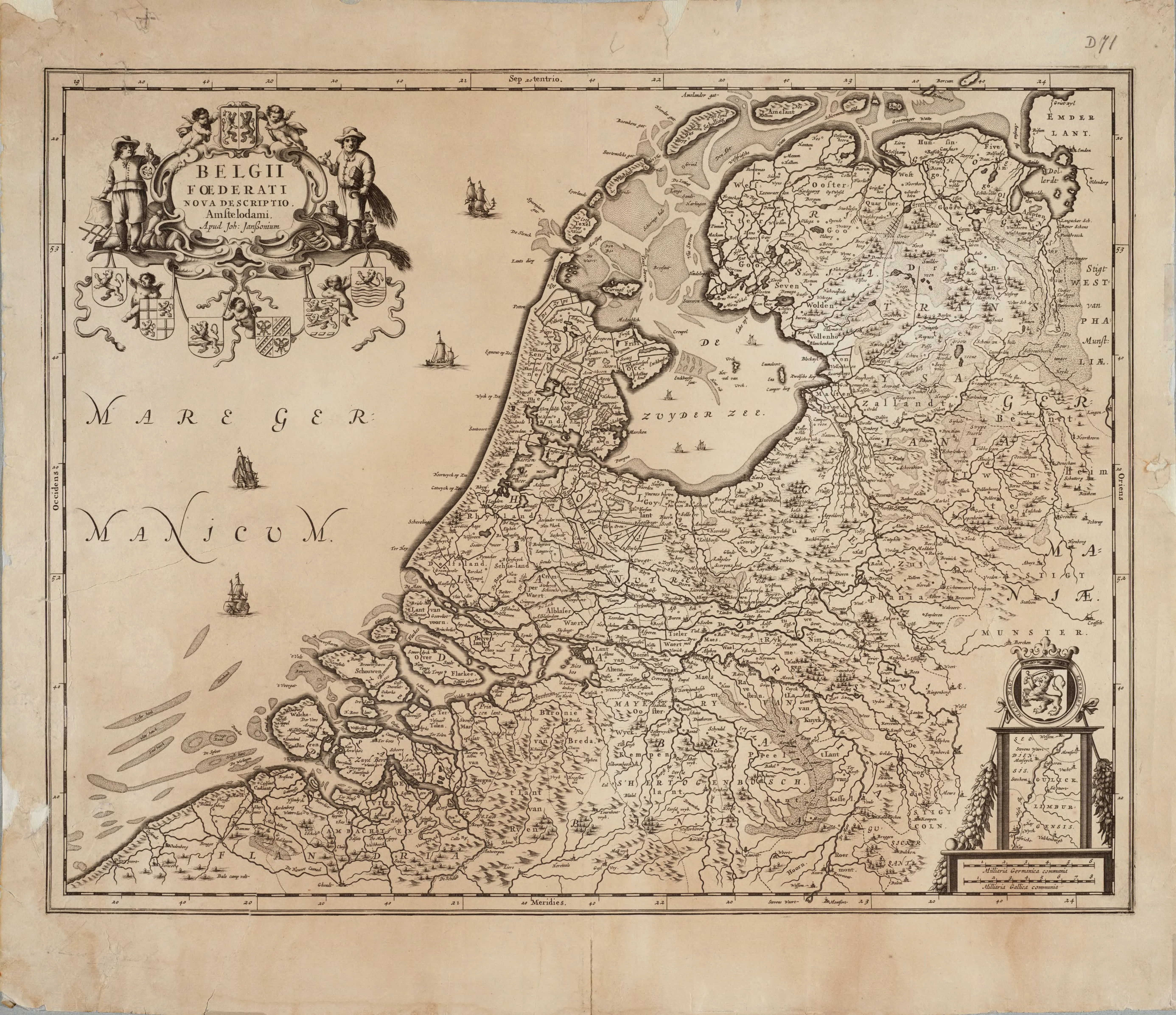
Mapa de las Provincias Unidas de los Países Bajos

Guillermo I de Orange, el fundador de la familia real neerlandesa, lideró a los neerlandeses durante la primera parte de la guerra. Los primeros años fueron un éxito para las tropas españolas. Sin embargo, los asedios siguientes en los Países Bajos fueron contrarrestados. El rey de España perdió el dominio de los Países Bajos después de que las tropas de Felipe II amotinadas saqueasen Amberes y matasen a un número considerable de sus habitantes. Los católicos conservadores del sur y el este apoyaron a los españoles, que reconquistaron Amberes y otras ciudades flamencas y neerlandesas. Si bien la mayor parte del territorio en los Países Bajos se sustraería finalmente al dominio de la rama española de los Habsburgo, no sucedió lo mismo en Flandes, teniendo como resultado la separación histórica entre los Países Bajos y Flandes). Muchos flamencos huyeron a los Países Bajos, entre ellos, la mitad de la población de Amberes, tres cuartos de la de Brujas y Gante y toda la población de Nieuwpoort, Dunkerque y el campo.

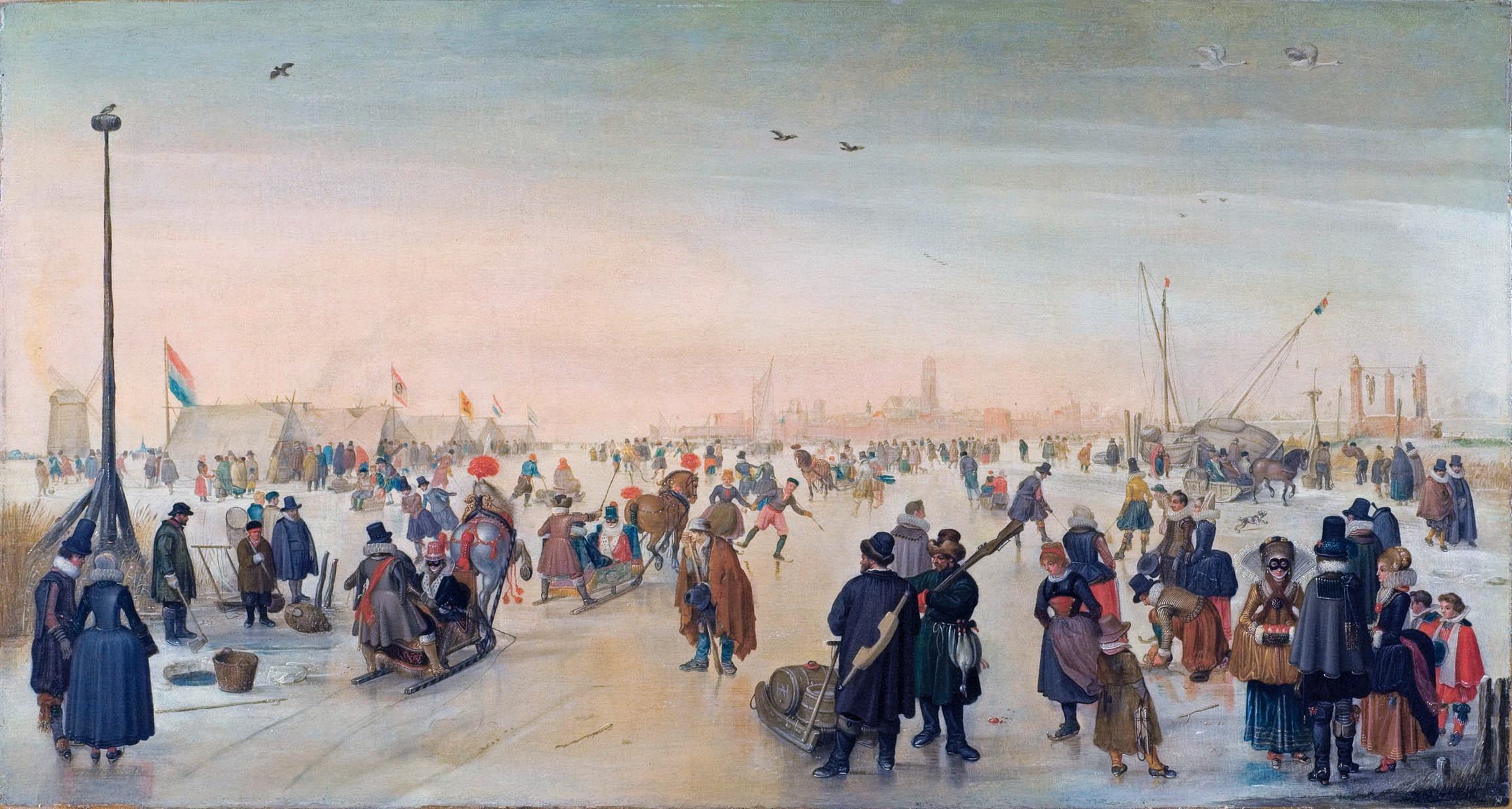
Kampen, obra de Avercamp, cerca 1620

La guerra continuó ininterrumpidamente durante sesenta años más, pero el enfrentamiento principal había terminado. La Paz de Westfalia, firmada el 30 de enero de 1648, confirmó la independencia de las Provincias Unidas respecto a España y Alemania. Los neerlandeses ya no se consideraban a sí mismos como alemanes desde el siglo XV, pero permanecieron oficialmente como parte del Sacro Imperio Romano Germánico hasta 1648. La identidad nacional se formó principalmente por la provincia de la que procedía la mayoría de la población. Puesto que los Países Bajos eran con diferencia, la provincia más importante, la República de las Siete Provincias llegó a ser conocida como Países Bajos en el extranjero.

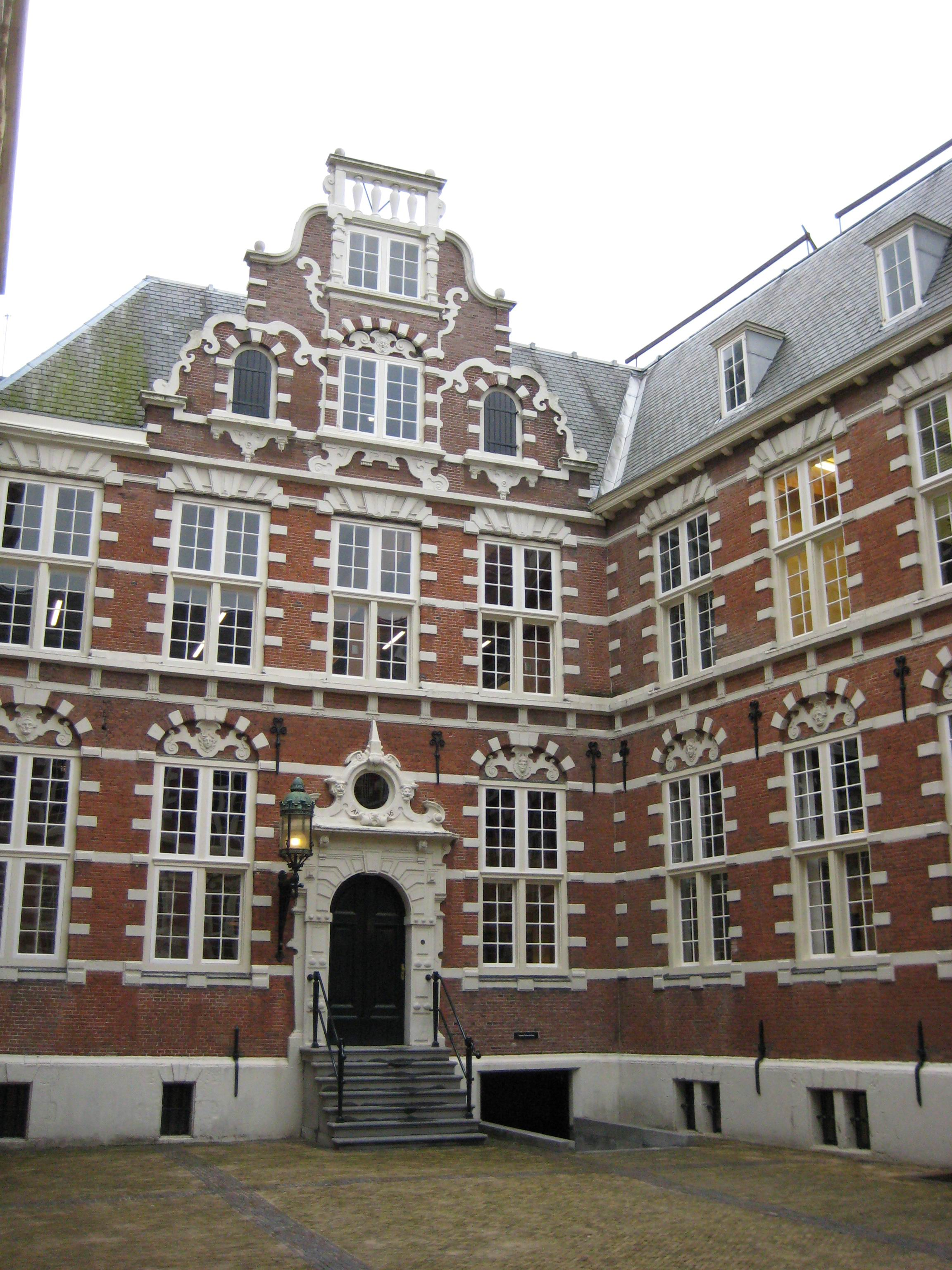
Sede de la Compañía Neerlandesa de las Indias Orientales

Los pescadores neerlandeses cazaban ballenas en la costa de Svalbard, comerciaban con especias en la India e Indonesia y fundaron colonias en Nueva Ámsterdam (hoy Nueva York), Sudáfrica y las Indias Orientales Neerlandesas. El mayor asentamiento neerlandés en el extranjero fue la Colonia del Cabo, fundada por Jan van Riebeeck en nombre de la Compañía Neerlandesa de las Indias Orientales, en Ciudad del Cabo en 1652. El príncipe de Orange adquirió el control de la Colonia del Cabo en 1788.
Además, algunas antiguas colonias portuguesas fueron conquistadas por los neerlandeses, principalmente en el nordeste de Brasil, Angola, Indonesia y Ceilán. Debido a estos acontecimientos, el siglo XVII lleva el sobrenombre de la Edad de Oro de los Países Bajos. Como eran una república, estaban gobernados más por una aristocracia de comerciantes urbanos, llamados los regentes. Los Estados Generales, con representantes de todas las provincias, decidían aquellas cuestiones importantes para toda la República. Sin embargo, a la cabeza de cada provincia estaba el estatúder de esa provincia, un puesto ocupado por un descendiente de la Casa de Orange.
En 1650 el estatúder Guillermo II de Orange-Nassau murió repentinamente de viruela. Su hijo, el último estatúder y rey de Inglaterra, Guillermo III, nació ocho días después, por tanto, dejó a la nación sin un sucesor obvio. Los príncipes de Orange se convirtieron en estatúder y en gobernantes casi hereditarios en 1672 y 1748. La República Neerlandesa de las Provincias Unidas fue una auténtica república solamente desde 1650 hasta 1672 y de 1702 a 1748. A estos períodos se les llama la Primera y Segunda Era sin estatúder.

### Reino Unido de los Países Bajos

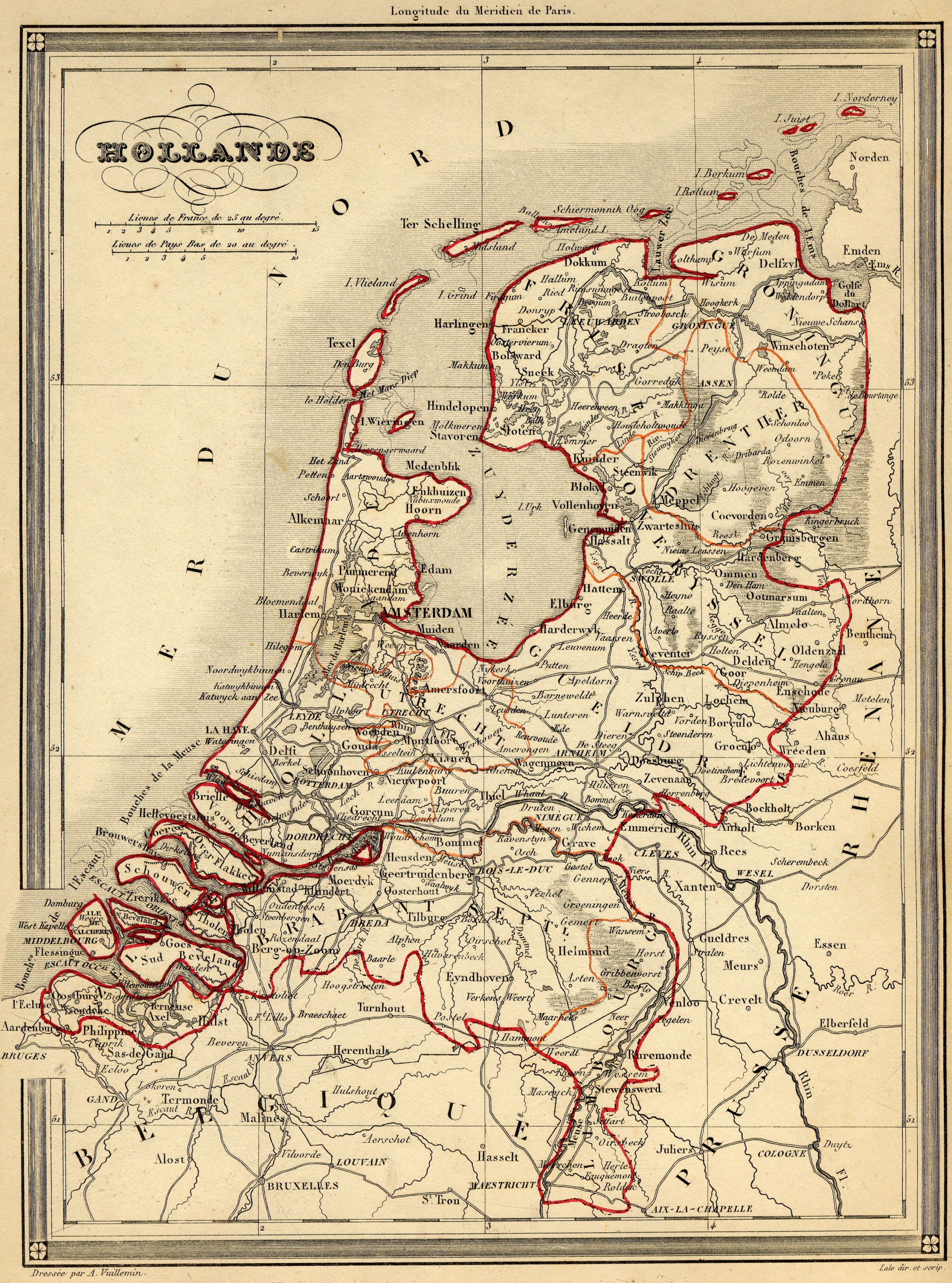
Mapa de los Países Bajos en 1843 después de la independencia de Bélgica

El territorio de los Países Bajos fue incorporado al Primer Imperio francés bajo el reinado de Napoleón I desde 1810 hasta 1814. Después se formó el Reino Unido de los Países Bajos que incluía a las actuales Bélgica y Luxemburgo. El Congreso de Viena aportó dos importantes cambios: se perdió el dominio colonial sobre Indonesia y se unificaron el norte y sur de los Países Bajos.
Las tensiones entre el norte y el sur, entre otras causas por la diferencia religiosa, provocaron que en 1830 los belgas se declararan independientes (Revolución belga), y aunque el rey Guillermo I envió un año más tarde tropas, la movilización del ejército francés en favor de la causa belga le hizo desistir de cualquier enfrentamiento. Solo ocho años más tarde, en 1839, se reconoció oficialmente la independencia de Bélgica.
La ascensión de la reina Guillermina al trono en 1890 significó la separación de los Países Bajos de Luxemburgo, debido a que el título de Gran Duque no podía ser heredado por una mujer. Durante el siglo XIX el país tardó en industrializarse en comparación con Alemania o Francia.

### Guerras mundiales

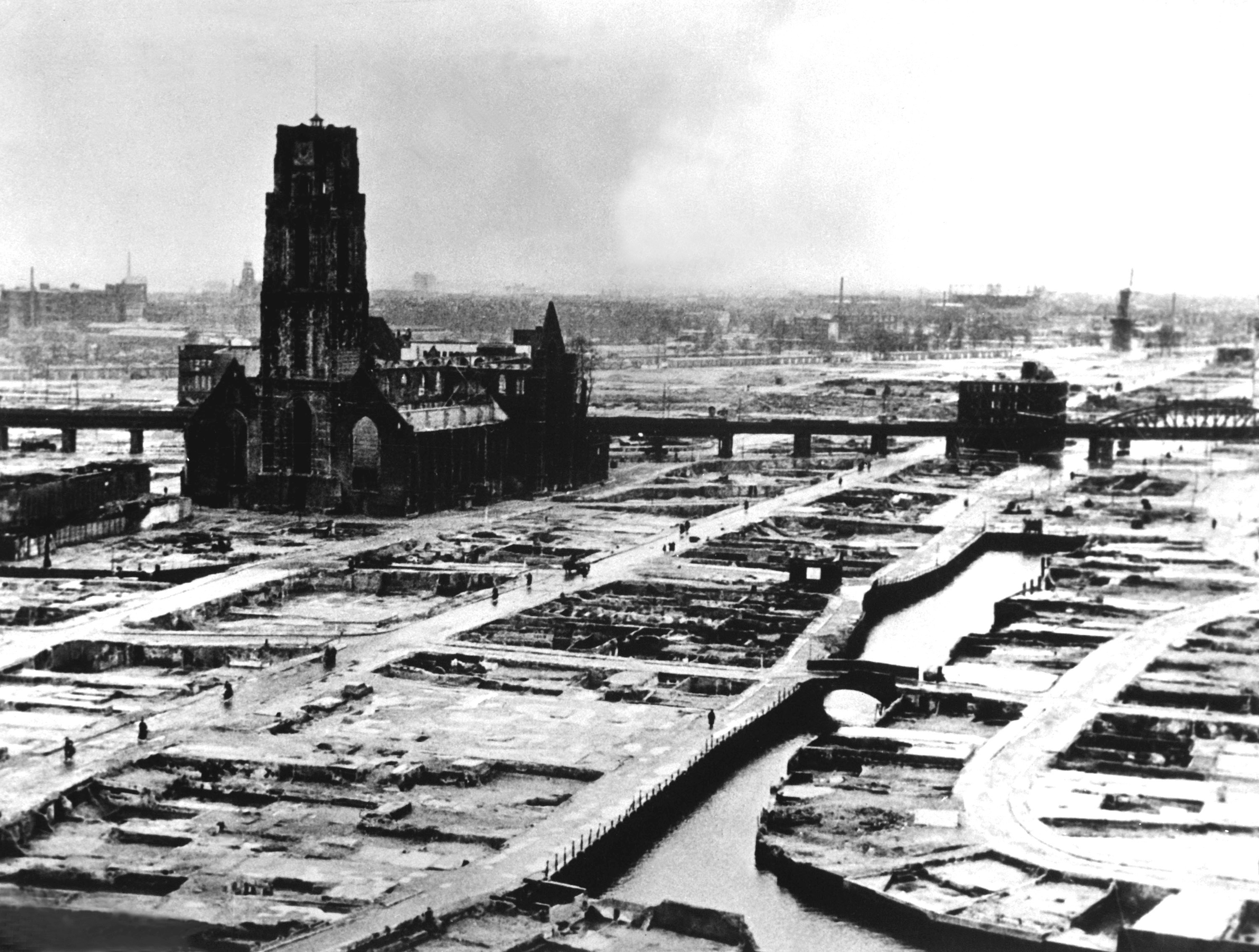
Róterdam después del ataque alemán en 1940. Los Países Bajos fueron neutrales en la Primera Guerra Mundial (1914-1918), pero fueron invadidos por Alemania en la Segunda Guerra Mundial (1939-1945)

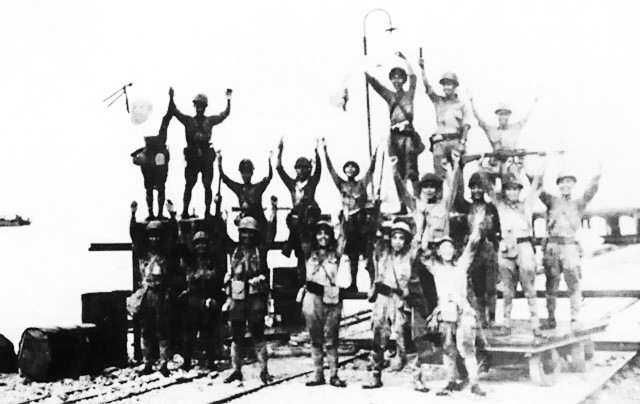
Soldados japoneses celebran su triunfal desembarco en las Indias Orientales en 1942. La victoria japonesa en la campaña de las Indias Orientales Neerlandesas hizo que los Países Bajos perdieran esta colonia, y aunque al acabar la guerra (1945) la recuperaron, la inmediata Revolución indonesia provocó que los Países Bajos acabaran reconociendo la independencia de Indonesia en 1949 y el inicio del desmantelamiento de su sistema colonial

A pesar de que los Países Bajos movilizaron sus tropas en agosto de 1914, permanecieron neutrales durante la Primera Guerra Mundial. La invasión alemana de Bélgica aquel mismo año indujo a muchos refugiados belgas (en torno a un millón) a buscar cobijo en el país. Dado que los neerlandeses se encontraban rodeados por países en guerra y el mar del Norte no era seguro para la navegación civil, los alimentos escasearon y se hizo necesario recurrir al racionamiento. Al finalizar el conflicto en 1918, la situación regresó a la normalidad.
La Gran Depresión de 1929 tuvo efectos muy negativos para la economía neerlandesa. Como el gobierno de Henrik Colijn se negó a cambiar su política económica y a salir del patrón oro, los Países Bajos tardaron más tiempo en recuperarse de la crisis que otros países europeos. La depresión provocó mucho desempleo y pobreza, además de un creciente descontento social. El auge del nacionalsocialismo en Alemania no pasó inadvertido en los Países Bajos, en los que surgió el temor a un nuevo conflicto armado. A pesar de ello, la opinión mayoritaria entre los neerlandeses era que Alemania respetaría la neutralidad de los Países Bajos.
Al estallar la Segunda Guerra Mundial en 1939, declararon su neutralidad una vez más. No obstante, el 10 de mayo de 1940 los alemanes lanzaron un ataque contra los Países Bajos y Bélgica y conquistaron la mayor parte del país en poco tiempo. Las mal equipadas tropas neerlandesas pudieron hacer muy poco; el 14 de mayo ya solo quedaban unas pocas bolsas de resistencia. Sin embargo, aquel día la Luftwaffe (fuerza aérea alemana) bombardeó Róterdam, la segunda ciudad más importante del país, matando a 800 personas y destruyendo buena parte de la ciudad, lo que dejó sin hogar a 78 000 personas. Tras este bombardeo y las amenazas alemanas de realizar uno similar en Utrecht, los Países Bajos capitularon el 15 de mayo (excepto la provincia de Zelanda). La familia real y algunas tropas huyeron al Reino Unido. Algunos miembros de la familia real vivieron en Ottawa (Canadá) hasta la liberación aliada.
Fuerzas japonesas invadieron las Indias Orientales Neerlandesas el 11 de enero de 1942; allí, los neerlandeses se rindieron el 8 de marzo, después de que los japoneses desembarcaran en Java. Sin embargo, muchos navíos y militares neerlandeses lograron alcanzar Australia, desde donde lucharon contra los japoneses. El invierno 1944-1945 fue especialmente duro, provocando hambruna y pasando a la historia neerlandesa con el nombre de Hongerwinter ("invierno del hambre"). El 6 de mayo de 1945, la Alemania nazi claudicó y firmó su rendición ante los neerlandeses en Wageningen.

### Desde 1945
Después de la guerra, la economía neerlandesa prosperó y el país fue miembro fundador de la Comunidad Europea del Carbón y del Acero (CECA) en 1951, la cual desembocó finalmente en 1957 en la fundación de la Comunidad Económica Europea. Ya en 1944 Bélgica, los Países Bajos y Luxemburgo comenzaron una cooperación aduanera bajo el nombre de Benelux (BElgië-NEderland-LUXembourg), que abocó en 1958 en una unión económica. El Tratado de la Unión Europea o Tratado de Maastricht es conocido así porque se firmó en la ciudad neerlandesa de Maastricht.
En 1953 el país sufrió una de las catástrofes naturales más grandes de su historia. En la noche del 31 de enero al 1 de febrero se rompieron múltiples diques en el suroeste del país, inundando grandes zonas de las provincias de Zelanda y Holanda Meridional causando la muerte a cerca de 1800 personas y pérdidas millonarias. A partir de entonces, se inició el Plan Delta que proyectó la construcción de grandes diques y obras civiles para la retención de los embates de las aguas del mar del Norte. Pero las obras que deberían proteger la provincia de Zelanda no se terminaron hasta casi el final del siglo XX.
La creación del Benelux, unión económica junto con Bélgica y Luxemburgo, y su posterior adhesión a otros organismos paneuropeos dio paso a la creación de la Comunidad Económica Europea tras la firma de los tratados de Roma en 1957, por lo que los Países Bajos son considerados como uno de los países fundadores de dicha organización. Durante los años 1970 la crisis del petróleo hizo que los diferentes gobiernos creasen un frente con cambios en la política económica, creando un ejemplo de crecimiento, lo que algunos denominaron polder-economie o economía de pólder. En 1980 la reina Juliana abdicó en su hija Beatriz, el sexto monarca desde la creación del Reino de los Países Bajos y tercera mujer, tras su madre y su abuela, que reina el territorio de forma consecutiva.
Los gabinetes de Ruud Lubbers (1982-1994) comenzaron con una política de economizar y privatizar. En 1992 se firmó en la ciudad de Maastricht el Tratado de la Unión Europea. El gabinete de Wim Kok (1994-2002) estaba compuesto por liberales y socialdemócratas y fue el primer gabinete sin partidos cristianos. En 2001 se introdujeron las reformas liberales pioneras en el mundo, como el matrimonio entre personas del mismo sexo y la legalización de la eutanasia.
El 28 de enero de 2013, la reina Beatriz anunció por televisión su abdicación a favor de su hijo el príncipe Guillermo Alejandro, que reina con el mismo nombre a partir del 30 de abril de dicho año.

## Gobierno y política

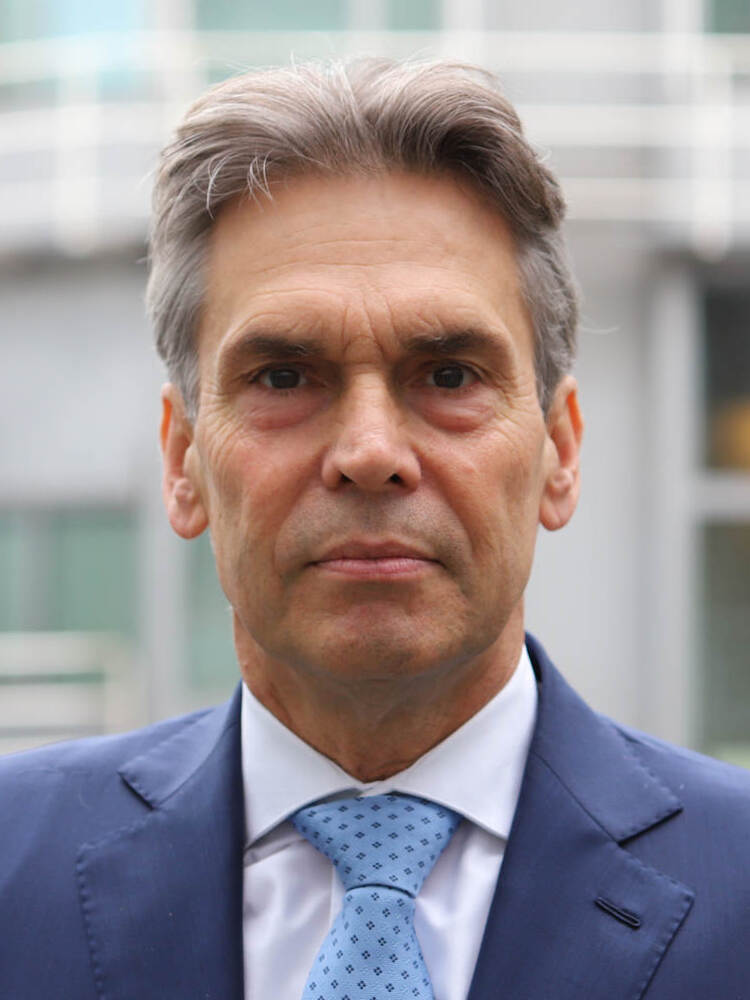
El primer ministro Dick Schoof

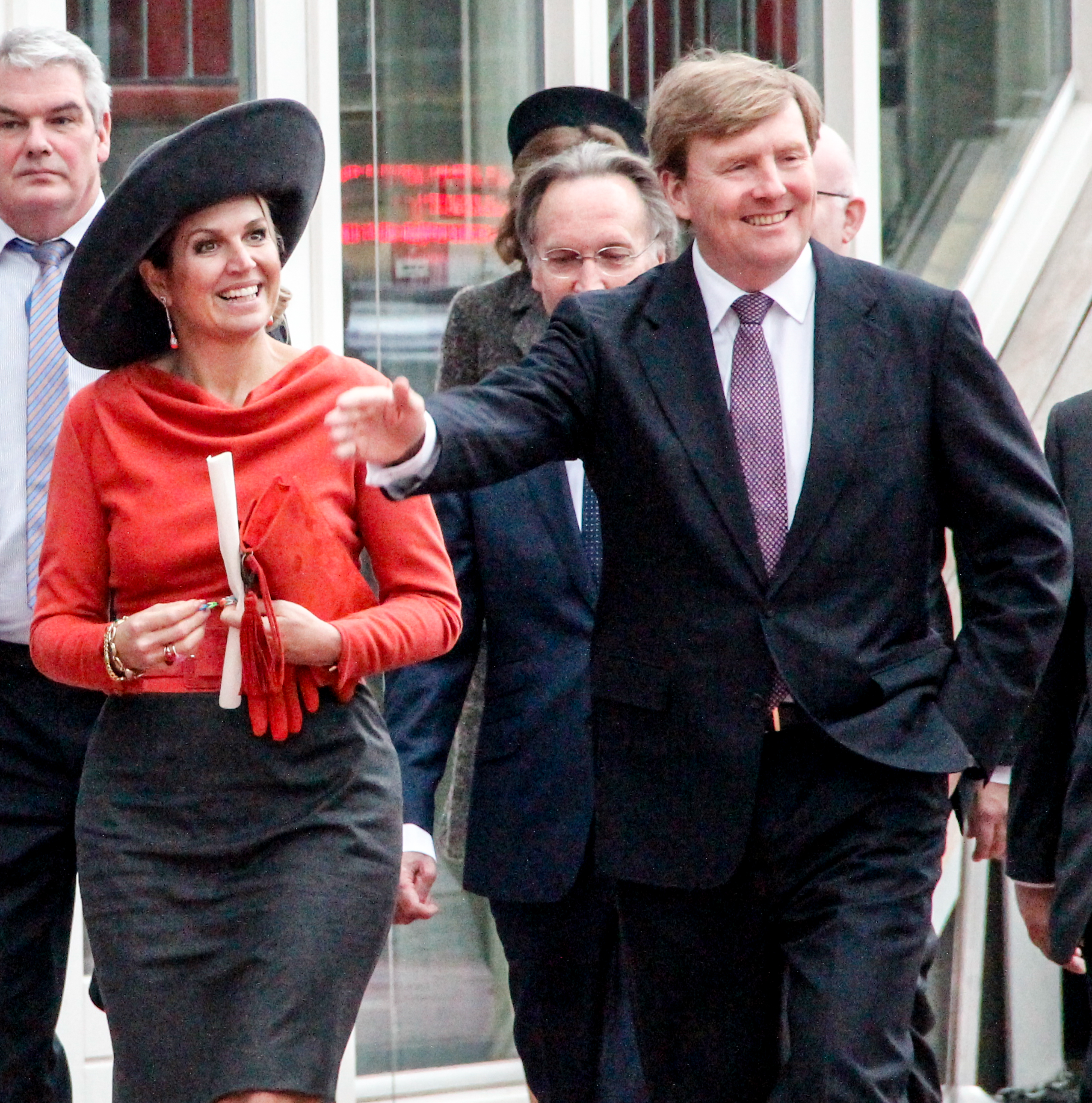
Los reyes Guillermo Alejandro y Máxima en Emmen (2015)

Los Países Bajos forman una monarquía constitucional. El país se describe como un estado de consolidación político-social, llegando incluso a proyectarse como un statu quo de los países del mundo. Las políticas de su gobierno se caracterizan por un esfuerzo en alcanzar amplio consenso en decisiones importantes, dentro de la comunidad política y de la sociedad en su totalidad. El Estado además se caracteriza política y socialmente por reformar instituciones como la familia y permitir con ello la entrada de nuevas maneras de convivencia social tales como el matrimonio del mismo sexo, la transexualidad, la eutanasia y el uso de drogas recreativas.
Dentro de su conformación política, el rey desempeña el poder ejecutivo y ratifica la libre elección del primer ministro por el pueblo. El poder legislativo está representado por lo que hasta hoy día se denominan Estados Generales (Parlamento), las cuales consisten en dos cámaras de representación legislativa. El poder judicial es representado por las Asambleas Provisionales, las cuales también son elegidas por sufragio directo.[cita requerida] En los Países Bajos, el estado neerlandés financia, además del salario, todos los costos de la Casa Real, lo que incluye palacios, viajes en avión, personal, entre otros, con costos que ascienden 4,5 millones de euros al año.[cita requerida]
Se rige de acuerdo al Estatuto del Reino de 1954 y a la Constitución de 1815, los cuales han sido reformados en innumerable cantidad de ocasiones. El sufragio masculino se implantó en 1917 y el universal en 1919.

## Organización político-administrativa

Entidades subnacionales de los Países Bajos

Los Países Bajos, como país constituyente del reino, están formados por doce provincias:
- Brabante Septentrional
- Drente
- Flevoland
- Frisia
- Güeldres
- Groninga
- Holanda Meridional
- Holanda Septentrional
- Limburgo
- Overijssel
- Utrecht
- Zelanda

Ubicación de los municipios especiales del Caribe

Cada provincia está gobernada por un comisionado o gobernador designado por el rey, y una cámara legislativa elegida mediante sufragio universal. Las provincias tienen varias municipalidades, cada una de ellas gobernada por una junta elegida popularmente y un burgomaestre o alcalde nombrado por el monarca.
Asimismo, las municipalidades especiales de Bonaire, San Eustaquio y Saba, localizadas en el llamado Caribe Neerlandés, forman parte del territorio de los Países Bajos desde el 10 de octubre de 2010, pero no forman parte de ninguna provincia. Antes de la disolución de las Antillas Neerlandesas, las tres municipalidades, junto con Curazao y San Martín, formaban parte de los Países Bajos, completando el territorio del Reino de los Países Bajos el país constituyente de Aruba, con el mismo estatus en el reino que los Países Bajos desde 1986. Tras dicha fecha, Curazao y Sint Maarten pasaron a obtener la misma autonomía que Aruba.

## Relaciones exteriores
La política exterior de Países Bajos se centra en la defensa de los intereses del reino y está presidida por el deseo de fomentar la paz, la libertad, el bienestar y el orden jurídico internacional. Se desarrolla en gran medida en las decisiones de las Naciones Unidas (ONU), la Unión Europea (UE) y la Organización del Tratado del Atlántico Norte (OTAN). Fue uno de los fundadores de la ONU, la OTAN, la Comunidad Europea, el FMI (Fondo Monetario Internacional), el BIRD (Banco Mundial) y la UEO (Unión Europea Occidental).

## Geografía
Un aspecto notable del país es el hecho de que es extremadamente llano. De hecho, el nombre del país, Nederlanden («Tierras bajas»), se debe a que una aproximadamente la mitad del territorio está a menos de 1 metro sobre el nivel del mar y gran parte del territorio está realmente por debajo del nivel del mar. El punto más bajo, Nieuwerkerk aan den IJssel, cerca de Róterdam, se encuentra a 6,76 m bajo el nivel del mar. El punto más alto, Vaalserberg, en el límite sureste, se encuentra a una altitud de 321 m. Muchas zonas bajas están protegidas por diques y presas. Partes de los Países Bajos, incluida casi toda la moderna provincia de Flevolanda, fueron reclamadas al mar; estas zonas se conocen como pólderes.
Un complejo sistema de drenaje de agua, cuya construcción se inició en la época medieval, ha permitido incrementar la superficie del país en más de un 20 %. Sin un drenaje constante, la mitad de los Países Bajos sería inundado por el mar y por los numerosos ríos que cruzan su territorio, como es el caso del Rin que desemboca en Róterdam, lo que ha hecho de esta ciudad el puerto de mayor tráfico de Europa. Junto con el Rin hay otros dos ríos más que dividen al país en dos partes, estos son el río Mosa y el Waal. El punto más alto del país se encuentra en Vaalserberg, en la provincia de Limburgo y tiene una altitud de 321 metros sobre el nivel del mar.

### Plan Delta

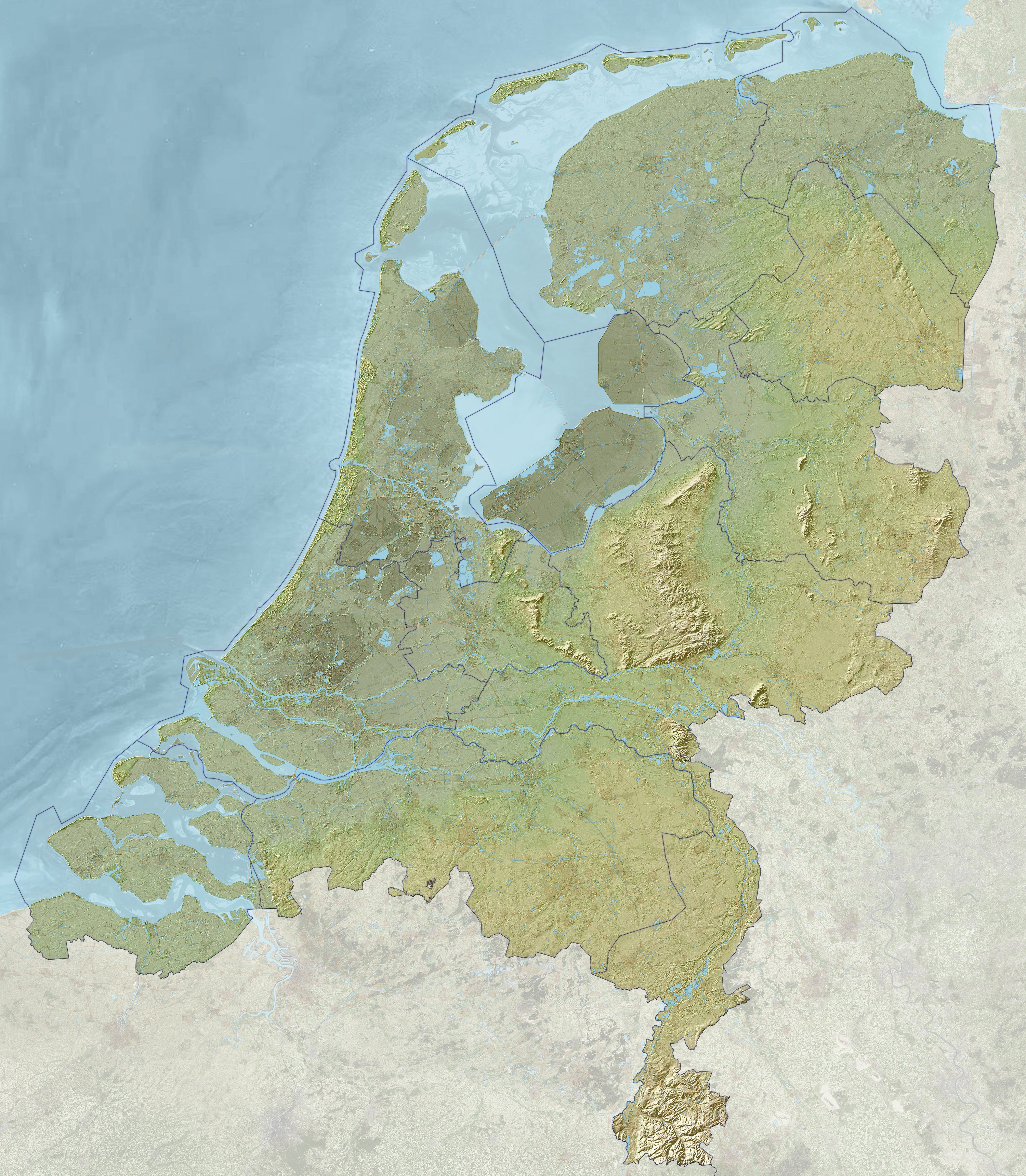
Mapa topográfico de los Países Bajos

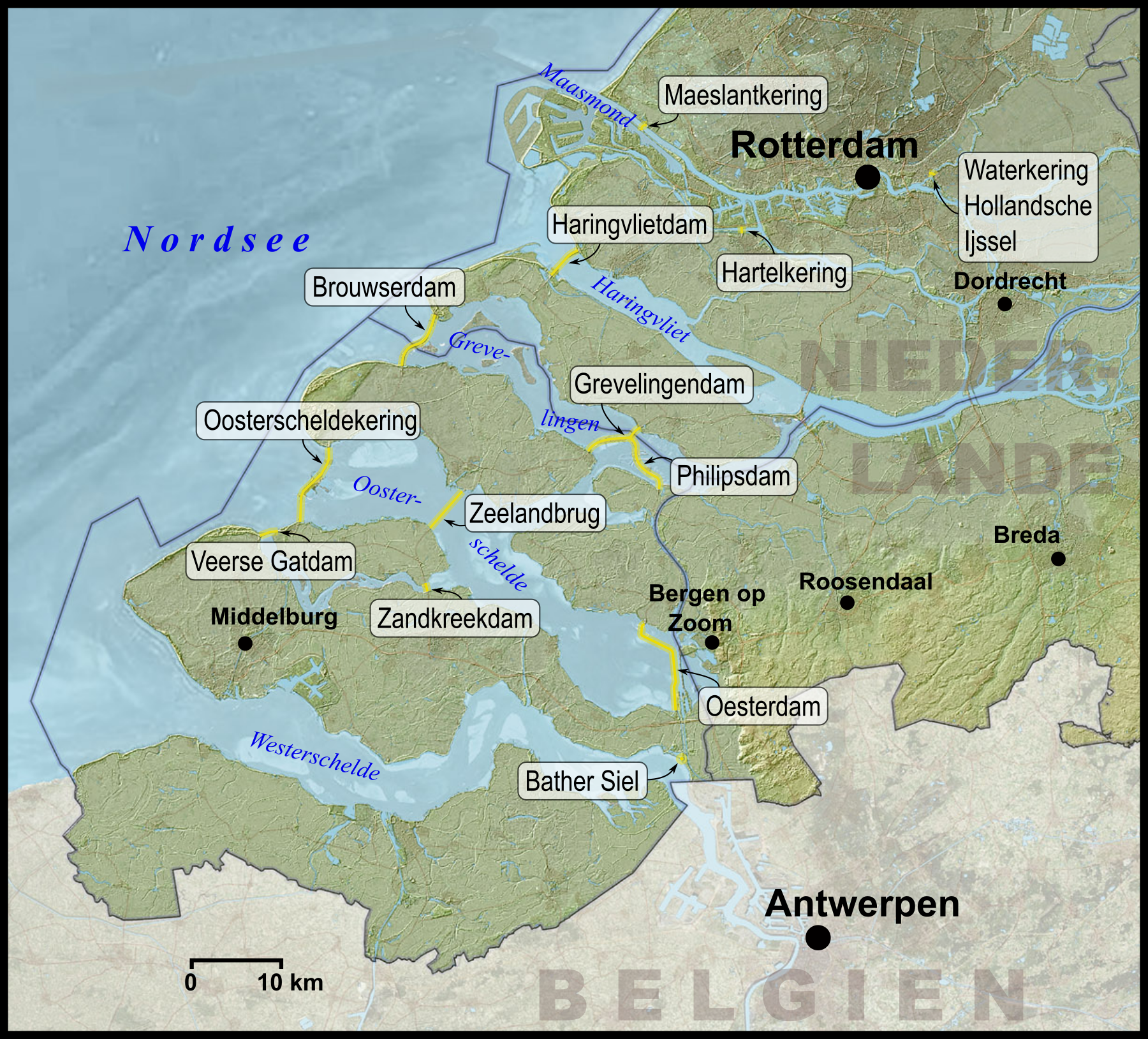
Mapa de las Obras del Proyecto Delta

A lo largo de los siglos, la costa neerlandesa ha cambiado considerablemente como resultado de la intervención humana y los desastres naturales. Lo más notable en términos de pérdida de tierra fue la tormenta 1134, que creó el archipiélago de Zelanda en el suroeste. El 14 de diciembre de 1287, la inundación de Santa Lucía afectó a los Países Bajos y Alemania, matando a más de 50.000 personas en una de las inundaciones más destructivas de la historia registrada. La última gran inundación en los Países Bajos se produjo a principios de febrero de 1953, cuando una gran tormenta provocó el colapso de varios diques en el suroeste del país. La brecha en los diques causó la muerte a 1835 personas, forzando la evacuación de otras 70 000, además de ser destruidas 4500 edificaciones. Para evitar que una catástrofe así se repitiera, un ambicioso proyecto fue puesto en marcha, el Plan Delta (Idioma neerlandés: Deltawerken) que unió las desembocaduras del Rin y el Mosa. La obra más destacada del complejo es la Oosterscheldekering que está considerada una de las siete maravillas del mundo moderno según la Sociedad Americana de Ingenieros Civiles.
En 1932, el Afsluitdijk se completó, bloqueando el golfo de Zuiderzee y creando así el IJsselmeer (Río IJssel). Estas construcciones pasaron a formar parte del «Plan Zuiderzee», una gran obra en la que se retiraron del mar cuatro pólderes, con un total de 2.500 kilómetros cuadrados.
Los Países Bajos son uno de los países que más sufren el cambio climático. Las inundaciones producidas por el mar son un problema y un desbordamiento de los ríos también podría ser muy peligroso.

### Hidrografía

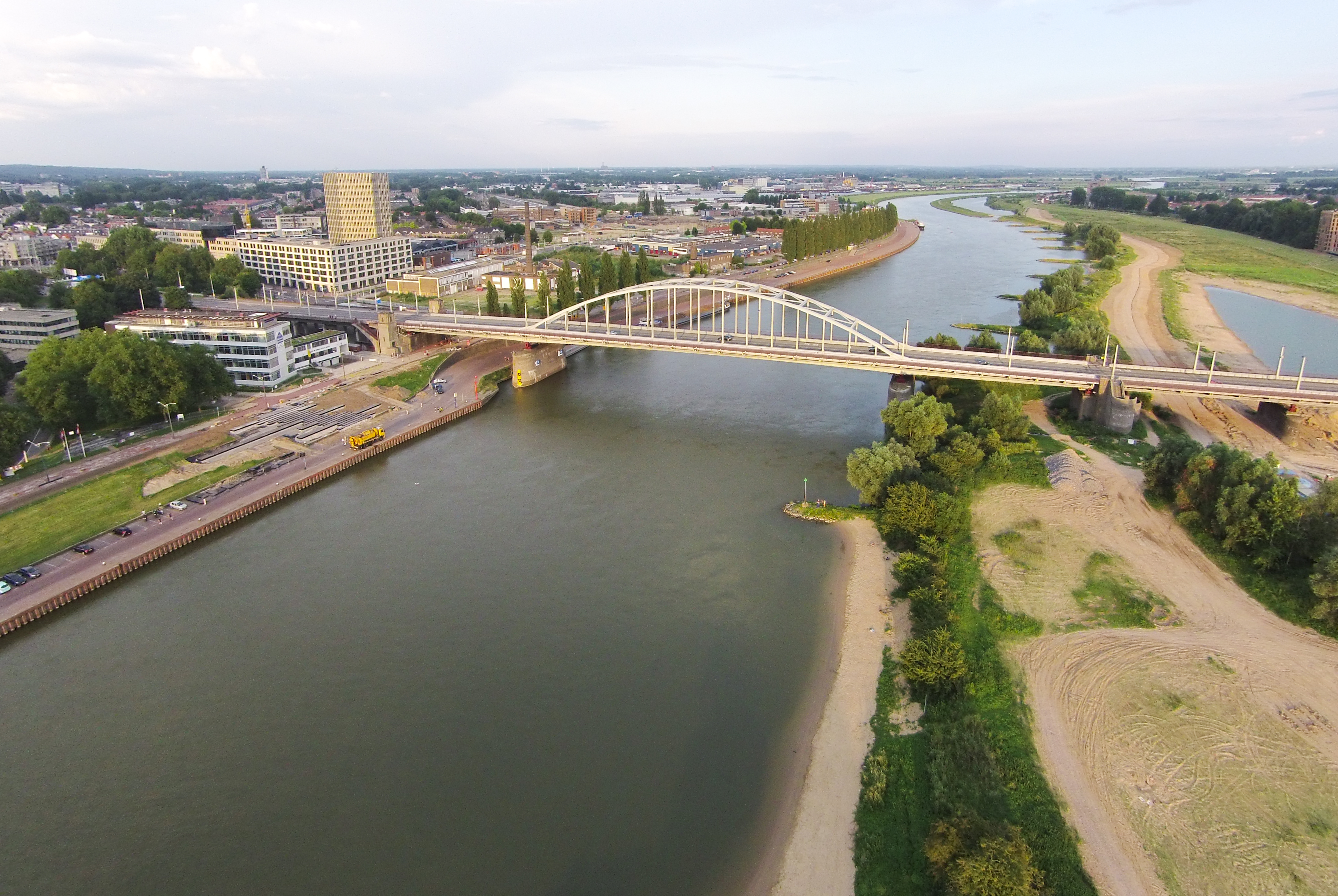
El río Rin a su paso por Arnhem

Los ríos Escalda, Rin y Mosa son los tres ríos principales que cruzan los Países Bajos. Los ríos adoptan un recorrido sinuoso, con infinidad de brazos, que diferencian el paisaje neerlandés y dan al país el sobrenombre de «tierra de agua». Con su nacimiento en Gouy y atravesando Bélgica antes de llegar a los Países Bajos, el río Escalda tiene una longitud de 430 kilómetros. Gran parte del río es navegable y su recorrido está canalizado, haciendo que sus numerosos cauces entren en contacto con otros ríos. El Scarpe, Lys y Sensée son sus principales afluentes. Antes de desembocar en el mar, el Escalda forma un amplio estuario de varios kilómetros de ancho, perteneciendo esta parte del río a los Países Bajos. El río Mosa, de unos 950 kilómetros de longitud, también tiene su nacimiento en Francia. Se trata de un río lento y sinuoso, que permite la navegación de barcazas de hasta 2.000 toneladas. Desemboca en el Mar del Norte, formando un delta común con el Rin. Está canalizado en la mayor parte de su recorrido y desde allí fluyen canales de riego por todo el sureste de los Países Bajos. Sus principales afluentes son el Samson, el Ourthe, el Rur y el Sambre.
El Rin es el río más largo de los Países Bajos. Con una longitud total de 1.320 kilómetros, desemboca en el Mar del Norte en un amplio estuario, junto con el río Mosa. A pesar de su gran recorrido, sólo es navegable hasta Basilea, en Suiza. La parte del río que corresponde a Países Bajos está muy canalizada y dividida en varios brazos. Sus afluentes más importantes son el antiguo Rin, el Waal y el Lek.

### Clima
El bioma primigenio es el bosque templado de frondosas. Según WWF, la práctica totalidad del país pertenece a la ecorregión denominada bosque mixto atlántico, salvo el extremo sureste, que corresponde al bosque de frondosas de Europa occidental. Los vientos del oeste, especialmente en invierno son fuertes, las lluvias copiosas y las temperaturas moderadas con granizo. La siguiente tabla muestra las variaciones del clima en el país:
| Parámetros climáticos promedio de De Bilt, provincia de Utrecht | Parámetros climáticos promedio de De Bilt, provincia de Utrecht | Parámetros climáticos promedio de De Bilt, provincia de Utrecht | Parámetros climáticos promedio de De Bilt, provincia de Utrecht | Parámetros climáticos promedio de De Bilt, provincia de Utrecht | Parámetros climáticos promedio de De Bilt, provincia de Utrecht | Parámetros climáticos promedio de De Bilt, provincia de Utrecht | Parámetros climáticos promedio de De Bilt, provincia de Utrecht | Parámetros climáticos promedio de De Bilt, provincia de Utrecht | Parámetros climáticos promedio de De Bilt, provincia de Utrecht | Parámetros climáticos promedio de De Bilt, provincia de Utrecht | Parámetros climáticos promedio de De Bilt, provincia de Utrecht | Parámetros climáticos promedio de De Bilt, provincia de Utrecht | Parámetros climáticos promedio de De Bilt, provincia de Utrecht |
| Mes                                                             | Ene.                                                            | Feb.                                                            | Mar.                                                            | Abr.                                                            | May.                                                            | Jun.                                                            | Jul.                                                            | Ago.                                                            | Sep.                                                            | Oct.                                                            | Nov.                                                            | Dic.                                                            | Anual                                                           |
| --------------------------------------------------------------- | --------------------------------------------------------------- | --------------------------------------------------------------- | --------------------------------------------------------------- | --------------------------------------------------------------- | --------------------------------------------------------------- | --------------------------------------------------------------- | --------------------------------------------------------------- | --------------------------------------------------------------- | --------------------------------------------------------------- | --------------------------------------------------------------- | --------------------------------------------------------------- | --------------------------------------------------------------- | --------------------------------------------------------------- |
| Temp. máx. abs. (°C)                                            | 17.2                                                            | 20.4                                                            | 25.6                                                            | 32.2                                                            | 35.6                                                            | 38.4                                                            | 37.1                                                            | 38.6                                                            | 35.2                                                            | 30.1                                                            | 21.1                                                            | 17.8                                                            | 38.6                                                            |
| Temp. máx. media (°C)                                           | 5.6                                                             | 6.4                                                             | 10.0                                                            | 14.0                                                            | 18.0                                                            | 20.4                                                            | 22.8                                                            | 22.6                                                            | 19.1                                                            | 14.6                                                            | 9.6                                                             | 6.1                                                             | 14.1                                                            |
| Temp. media (°C)                                                | 3.1                                                             | 3.3                                                             | 6.2                                                             | 9.2                                                             | 13.1                                                            | 15.6                                                            | 17.9                                                            | 17.5                                                            | 14.5                                                            | 10.7                                                            | 6.7                                                             | 3.7                                                             | 10.1                                                            |
| Temp. mín. media (°C)                                           | 0.3                                                             | 0.2                                                             | 2.3                                                             | 4.1                                                             | 7.8                                                             | 10.5                                                            | 12.8                                                            | 12.3                                                            | 9.9                                                             | 6.9                                                             | 3.6                                                             | 1.0                                                             | 6.0                                                             |
| Temp. mín. abs. (°C)                                            | -27.4                                                           | -26.8                                                           | -20.7                                                           | -9.4                                                            | -5.4                                                            | -1.2                                                            | 0.7                                                             | 1.3                                                             | -3.7                                                            | -8.5                                                            | -14.4                                                           | -22.3                                                           | -27.4                                                           |
| Precipitación total (mm)                                        | 69.6                                                            | 55.8                                                            | 66.8                                                            | 42.3                                                            | 61.9                                                            | 65.6                                                            | 81.1                                                            | 72.9                                                            | 78.1                                                            | 82.8                                                            | 79.8                                                            | 75.8                                                            | 832.5                                                           |
| Días de precipitaciones (≥ 0.1 mm)                              | 17                                                              | 14                                                              | 17                                                              | 13                                                              | 14                                                              | 14                                                              | 14                                                              | 14                                                              | 15                                                              | 16                                                              | 18                                                              | 17                                                              | 184                                                             |
| Días de nevadas (≥ 0 cm)                                        | 6                                                               | 6                                                               | 4                                                               | 2                                                               | 0                                                               | 0                                                               | 0                                                               | 0                                                               | 0                                                               | 0                                                               | 2                                                               | 5                                                               | 25                                                              |
| Horas de sol                                                    | 62.3                                                            | 85.7                                                            | 121.6                                                           | 173.6                                                           | 207.2                                                           | 193.9                                                           | 206.0                                                           | 187.7                                                           | 138.3                                                           | 112.9                                                           | 63.0                                                            | 49.3                                                            | 1601.5                                                          |
| Humedad relativa (%)                                            | 87                                                              | 84                                                              | 81                                                              | 75                                                              | 75                                                              | 76                                                              | 77                                                              | 79                                                              | 84                                                              | 86                                                              | 89                                                              | 89                                                              | 82                                                              |
| [cita requerida]                                                |                                                                 |                                                                 |                                                                 |                                                                 |                                                                 |                                                                 |                                                                 |                                                                 |                                                                 |                                                                 |                                                                 |                                                                 |                                                                 |

## Economía

Mapa que muestra los países de la eurozona

Países Bajos cuenta con una economía de mercado que se constituye como una de las más grandes[cita requerida] y desarrolladas del mundo. Según el Banco Mundial, en 2018 su economía creció un 2,6 % y alcanzaba un PIB per cápita de 54 024,059 USD. El 70,2 % de la fuerza laboral trabaja en el sector servicios, un 17,9 % trabaja en la industria, y tan solo el 1,6 % de la fuerza laboral trabaja en el sector de agricultura. En el segundo trimestre del año 2019, la tasa de desempleo se situó en el 3,3 %, una de las más bajas de la OCDE. En 2015, el porcentaje de población que vivía con menos de 5,50 dólares al día era del 0,5 %.
La economía neerlandesa destaca por su alto grado de competitividad, situándose en 2019 en el cuarto puesto de un total de 141 países. El comercio representa más del 80 % de su PIB y si se suman sus importaciones y exportaciones, a pesar de que su población tiene un peso relativo del 0,22 % en la población mundial, su comercio equivale al 4 % del total. En 2006, el puerto de Róterdam era el séptimo contenedor más grande en términos de TEU. En el norte, cerca de Slochteren, está situado uno de los campos de gas natural más grandes del mundo. Hasta ahora la explotación de este campo dio un ingreso total de 159 000 millones de euros desde mediados de los años 1970. Con un poco más de la mitad de las reservas consumidas y esperando una subida continuada de los precios del petróleo, se esperan ingresos durante las próximas décadas.
Debido a la escasez de recursos naturales, con la notable excepción de gas natural, los Países Bajos son muy dependientes de las importaciones de otros países.
Según las previsiones de la Comisión Europea, la economía neerlandesa crecerá un 1,7 % en 2019 y un 1,3 % para 2020 y 2021, por lo que se tratará de un crecimiento moderado, pero superior al de otros países de su entorno como Alemania, Bélgica, Francia.

### Turismo

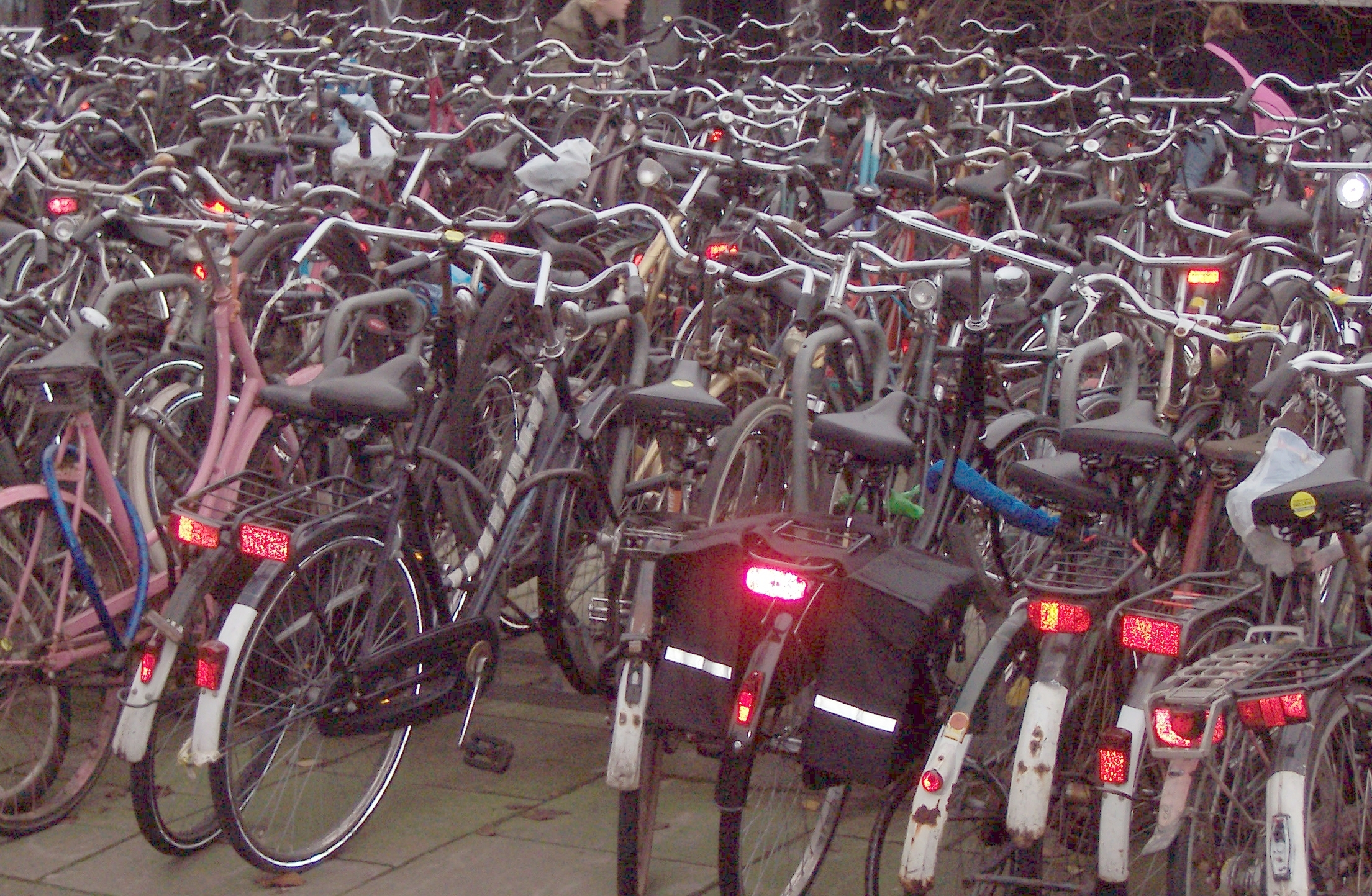
La bicicleta es el medio de transporte más importante del país

En 2017, unos 17,6 millones de personas visitaron los Países Bajos, y el sector da empleo a más de 640 000 personas. Ámsterdam es la capital del país y uno de los destinos más visitados por los turistas. La población utiliza la bicicleta como medio de transporte preferente. Los lugares más relevantes para visitar en Ámsterdam son el museo van Gogh, el Rijksmuseum y la casa de Ana Frank.
En el resto del país los destinos más frecuentes son: La Haya, capital administrativa de los Países Bajos; Róterdam con el Europort, el puerto más grande de Europa y segundo del mundo; Gouda, con su mercado de queso que se celebra todos los jueves; Alkmaar, también importante por sus quesos; y Dordrecht, ciudad más antigua de los Países Bajos junto con Nimega y las localidades de Lisse e Hillegom, que poseen el Keukenhof. También son importantes Delft, Haarlem, Utrecht o Groninga.
Cabe destacar que el país dispone de siete lugares declarados Patrimonio de la humanidad por la Unesco. Uno de ellos se encuentra en las Antillas Neerlandesas, la zona histórica de Willemstad. Además cuenta con otro lugar más, compartido con Alemania, el mar de Frisia. El resto son: Schokland y sus alrededores, la línea de defensa de Ámsterdam, la red de molinos de Kinderdijk-Elshout, la Ir.D.F. Woudagemaal, el Droogmakerij de Beemster y la casa Rietveld Schröder.
A partir de 2020, y bajo la supervisión del Ministerio de Asuntos Exteriores, la marca "Holanda" cambió, para conocerse de la misma manera que el nombre oficial del país "Países Bajos" (NL Netherlands). Netherlands (en inglés) y en mayúsculas, NL es el nuevo logotipo que sustituirá al toponímico Holland, usado hasta 2019. Las embajadas y consulados siempre han utilizado el nombre oficial Países Bajos, debido a que Holanda del Norte y del Sur son solo dos de las 12 provincias nacionales. La Oficina Nacional de Turismo, que se promociona hasta ahora como Holland, analizará cómo adaptar el nuevo emblema, vigente a partir de este 1 de enero.

## Demografía

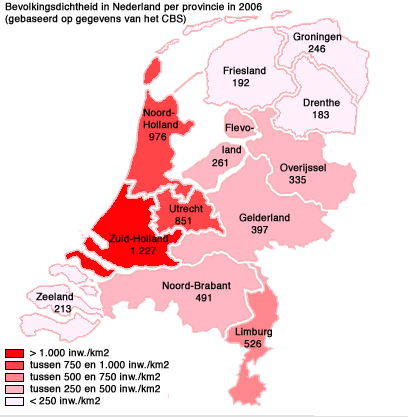
Densidad de población en los Países Bajos en 2006

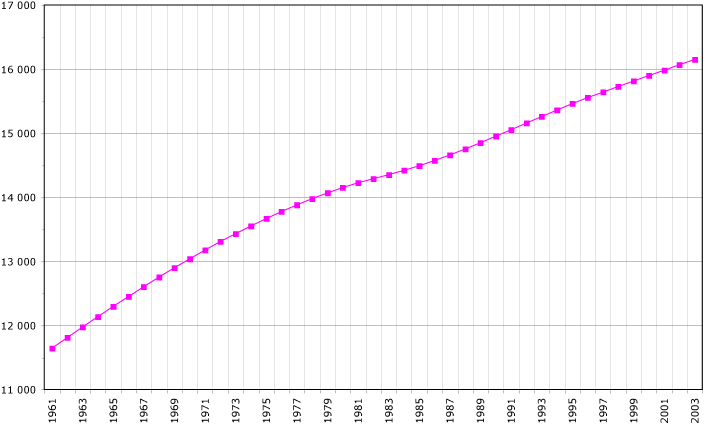
Evolución demográfica de Los Países Bajos

En el año 2019, tenía una población de 17 282 163 habitantes. El idioma oficial es el neerlandés y la esperanza de vida es de 79,1 años. El 99 % de la población está alfabetizada y presentan una de las densidades de población más altas del mundo, con 399 494 hab/km². De 1950 a 2000, la población se incrementó de 10 a 15,9 millones de habitantes, pero el ritmo de crecimiento de la población fue más lento en comparación con los anteriores 50 años. La estimación del crecimiento actual es del 0,412 %, con un promedio de hijos por mujer de 1,66.
El gobierno alentó la emigración después de la Segunda Guerra Mundial, ya que temía una superpoblación del territorio. Cerca de medio millón de personas abandonaron el país, pero el número de inmigrantes provenientes principalmente de Indonesia, las Antillas Neerlandesas, Turquía, Surinam y Marruecos, ha superado el número de emigrantes en los últimos años.
La composición étnica actual es la siguiente:
- 80,9 % neerlandeses
- 2,4 % alemanes
- 2,4 % indonesios
- 2,2 % turcos
- 2,0 % surinameses
- 1,9 % marroquíes
- 0,8 % antillanos y arubanos
- 6,0 % otros

### Urbanización
El país está densamente poblado, aunque las ciudades sean modestas en el tamaño comparado con otros países europeos o mundiales. No tienen un tamaño muy grande, pero el grado de urbanización medio de estas es muy alto. La capital y la ciudad más grande es Ámsterdam, aunque el gobierno está localizado en La Haya. Mientras que la capital generalmente está definida como la ciudad donde habita la sede del gobierno, en este caso nadie llamaría nunca a La Haya como capital, aunque sí es conocida como la «capital legal del mundo».

### Randstad

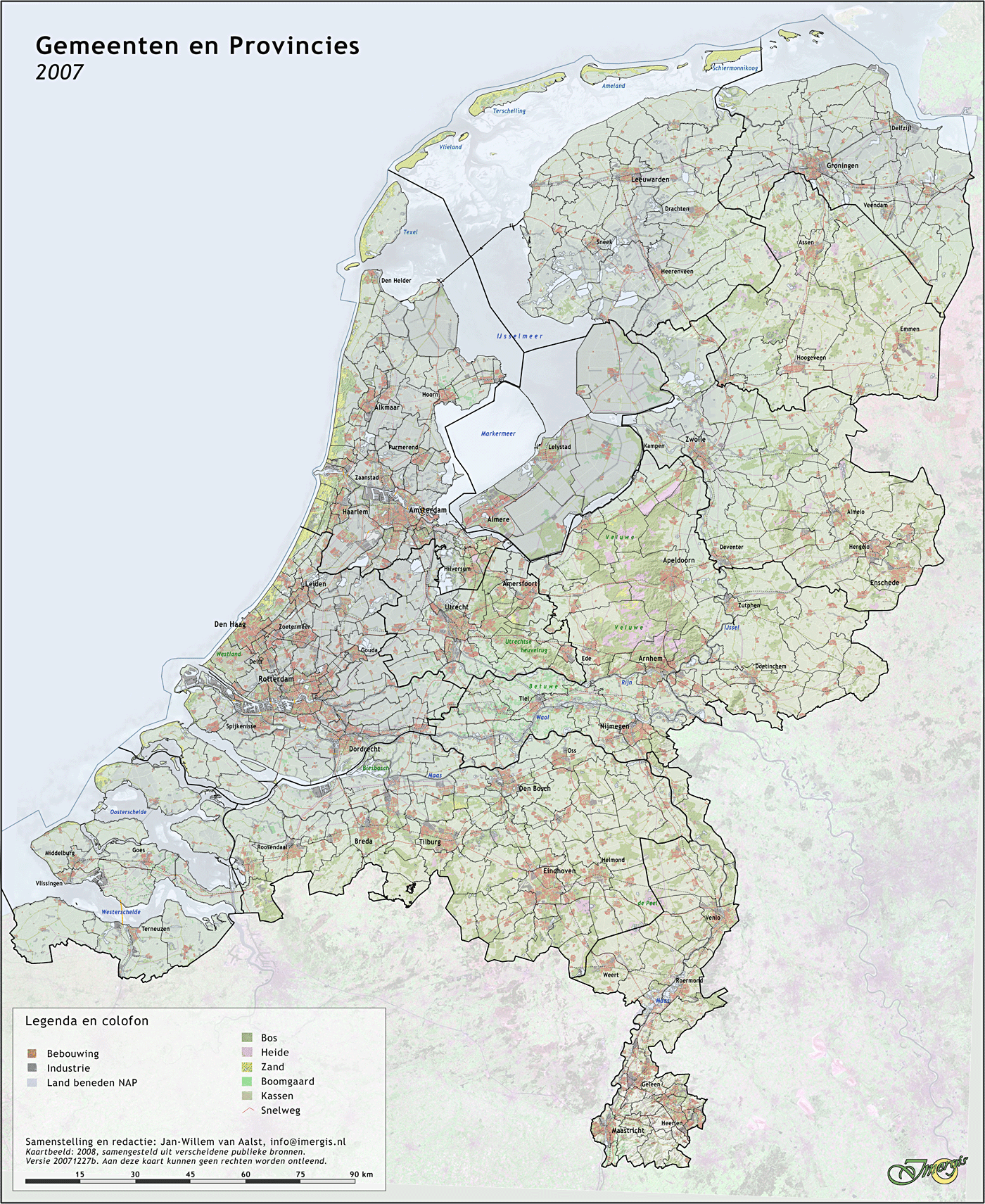
Urbanización en los Países Bajos

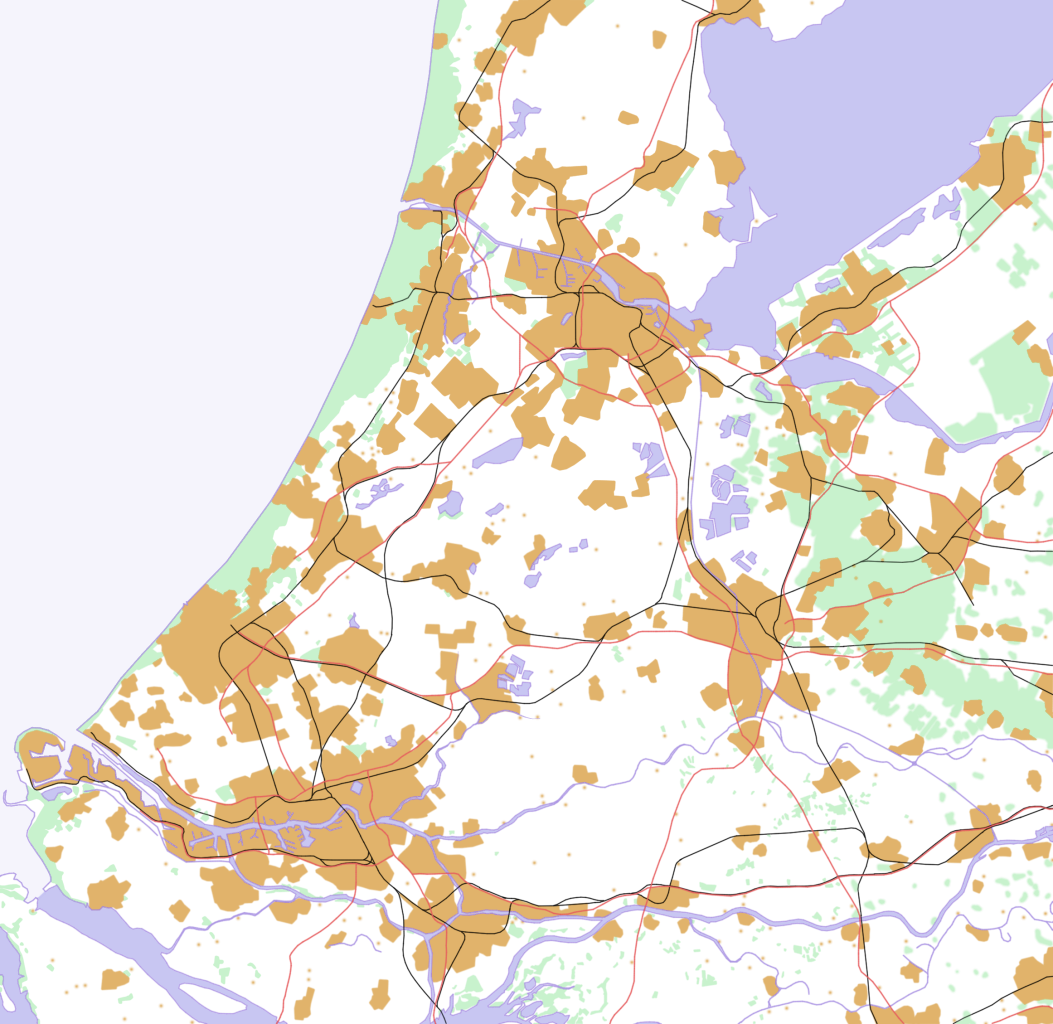
Mapa esquemático del Randstad

El Randstad (del neerlandés rand, 'borde', y stad, 'ciudad') es el nombre que recibe la mayor conurbación de los Países Bajos, a su vez una de las mayores de Europa.
Hay que distinguir entre la región metropolitana de Randstad, con una población en torno a los 6,5 millones de habitantes (40 % del total de los Países Bajos), y la Región de Randstad (una asociación socioeconómica), que reúne unos 7,6 millones de habitantes (casi la mitad de la población del país). Ambas entidades se extienden por las provincias de Holanda Meridional, Holanda Septentrional, Utrecht y Flevoland.

## Cultura

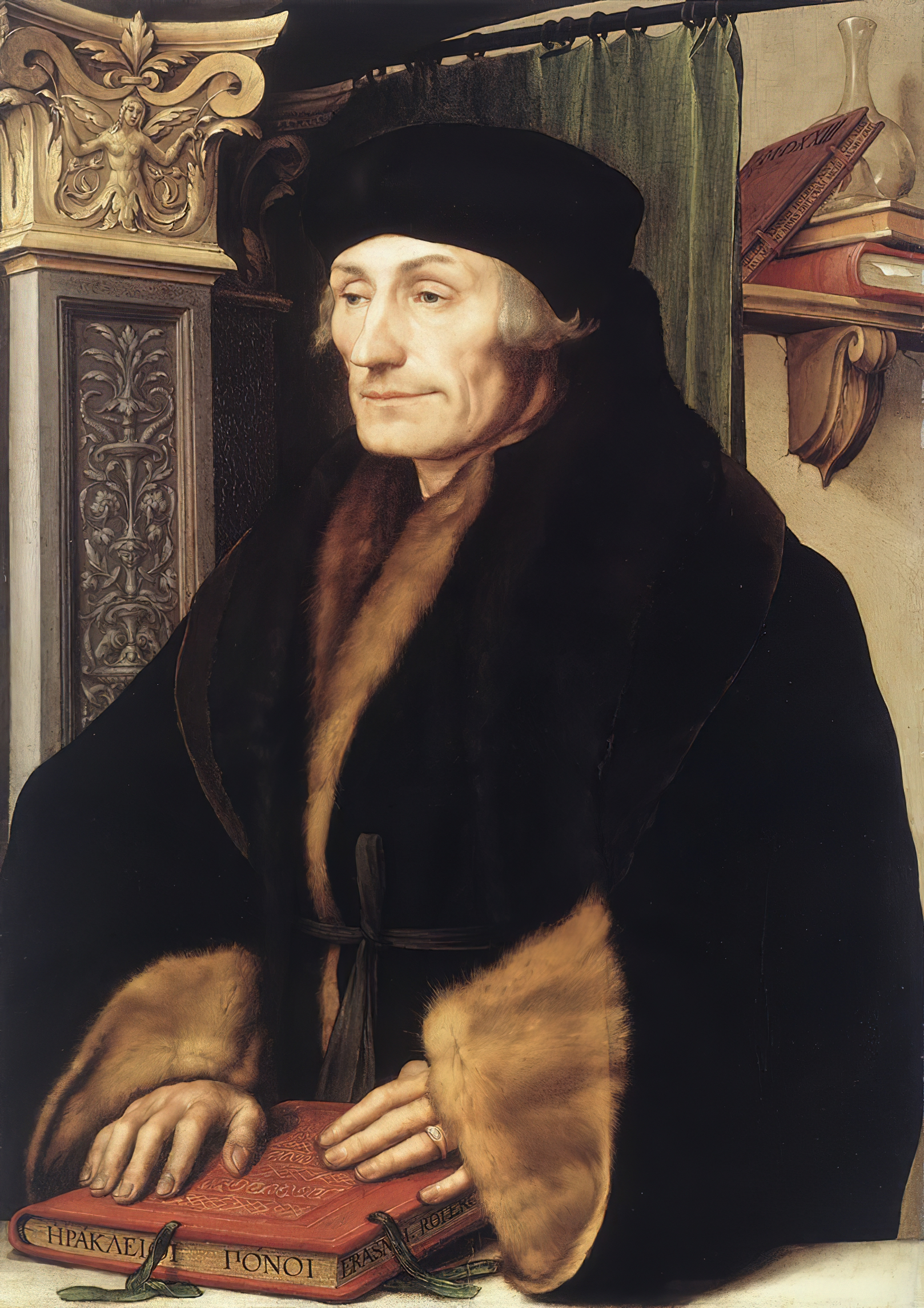
Erasmo de Róterdam, retratado por Hans Holbein el Joven

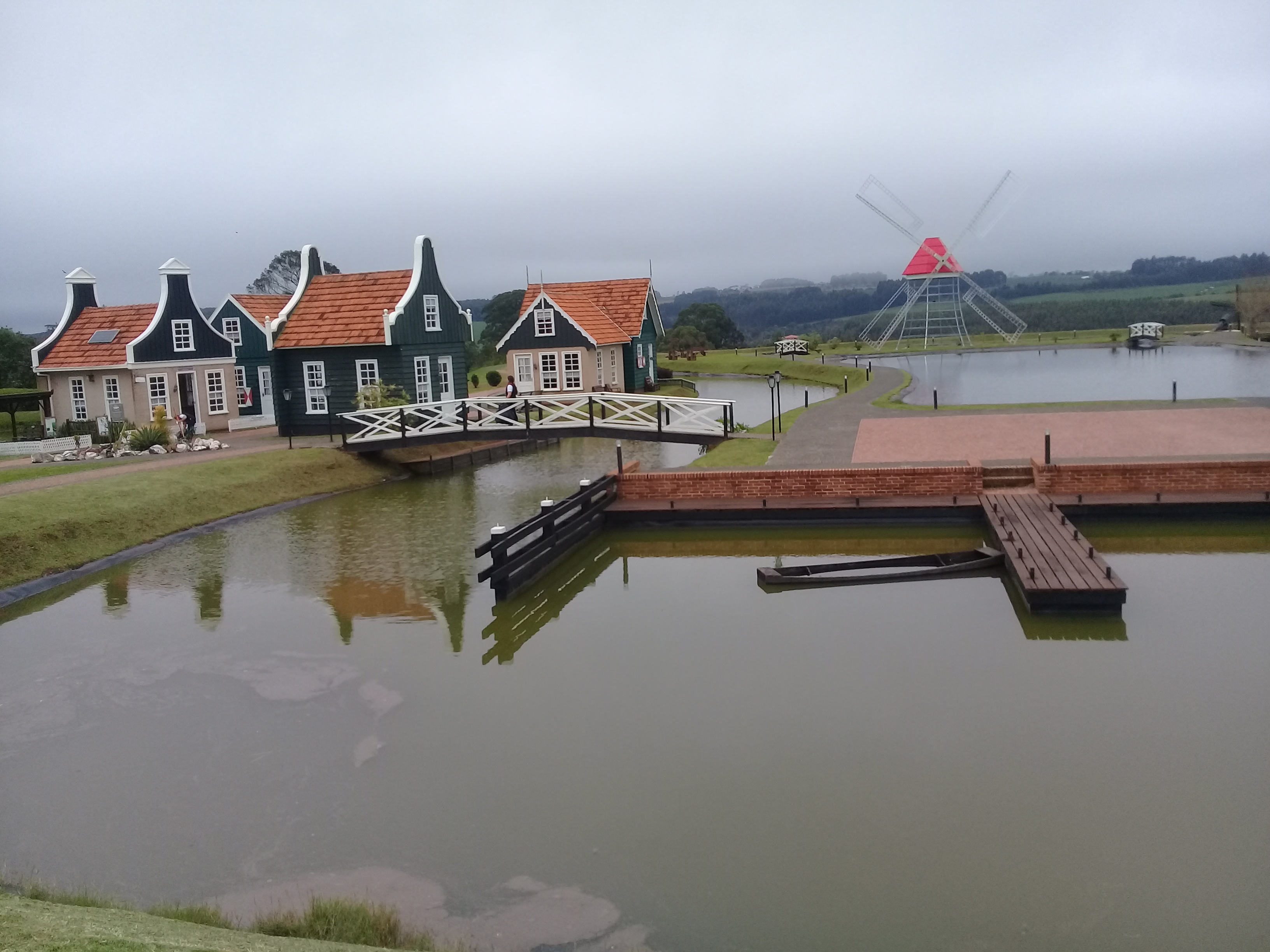
Vista del molino del Parque Histórico Carambeí y casas en arquitectura neerlandesa a la izquierda

Durante el periodo gótico y renacentista los Países Bajos comenzaron a experimentar un desarrollo artístico notable, sobre todo en pintura. En el plano intelectual, Erasmo de Róterdam, nacido en los Países Bajos tuvo gran influencia en la vida cultural de su país y de Europa durante el siglo XVI. Posteriormente y en su honor se otorga desde 1958 el Premio Erasmus en el campo de las humanidades, ciencias sociales y las artes.
En el siglo XVII, durante el periodo que se conoce como la «Edad de Oro neerlandesa», la influencia cultural del país tuvo su cúspide. Entre las figuras neerlandesas más notorias de esa época estaban Christiaan Huygens y Baruch Spinoza. Además, había extranjeros que vivían en el país gracias a su ambiente de tolerancia, como el francés René Descartes o el inglés John Locke. El país es conocido popularmente por sus molinos de viento, zapatos de madera, tulipanes, bicicletas y tolerancia social.

### Pintura

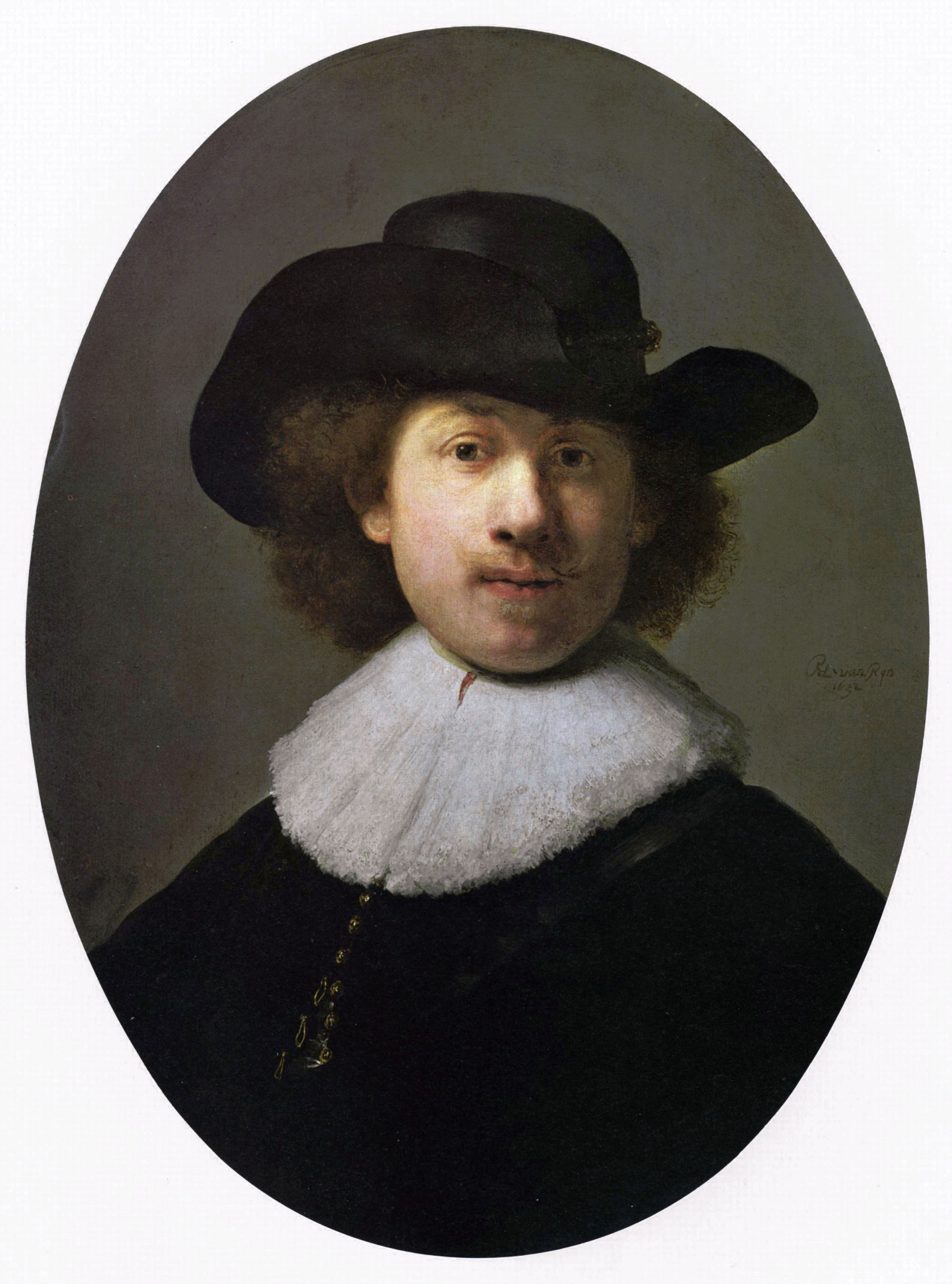
Rembrandt

La pintura barroca neerlandesa es burguesa, dominando los temas de paisaje, retratos y vida cotidiana, con la figura de Rembrandt como su mejor exponente. En esta «Edad de Oro neerlandesa» del siglo XVII también destacaron Johannes Vermeer, Frans Hals y anteriormente Hieronymus Bosch. En siglos más recientes, el país ha producido pintores notables como Vincent van Gogh o Piet Mondrian.
La abstracción de Mondrian se elaboró a partir de la retícula cubista, a la que progresivamente redujo a trazos horizontales y verticales que encierran planos de color puro. Por su simplificación, el lenguaje del neoplasticismo (véase De Stijl). En el periodo de entreguerras, Theo van Doesburg, después de haber sido uno de los principales defensores del neoplasticismo, renovó de manera decisiva el arte abstracto al mantener que la creación artística solo debía estar sometida a reglas controlables y lógicas.

### Literatura
En la Edad Media destaca la versión en neerlandés antiguo de una historia caballeresca francesa, Flores y Blancaflor, inspirada en un cuento de las Mil y una noches; original es, sin embargo, Karel ende Elegast (Carlomagno y Elegast); hay también una versión en neerlandés del Roman del Renart francés. El primer poeta de nombre conocido es Hendrik van Veldeke (ca. 1170). Se considera padre de la prosa en neerlandés al místico Jan van Ruusbroec (1293-1381), cuya obra Die Chierheit der Gheesteliker Brulocht (El atavío de la boda espiritual) influyó en la literatura ascética y mística de toda Europa. El humanismo del renacimiento dio figuras como Erasmo de Róterdam y culminó con el Siglo de Oro de la literatura neerlandesa, el XVII, cuando se tradujo la Biblia al neerlandés con distintas peculiaridades de cada dialecto para forjar un neerlandés literario común; esta es la llamada Biblia de los estados. Los autores más importantes de este siglo de oro fueron Joost van den Vondel, Pieter Corneliszoon Hooft, Constantijn Huygens y Gerbrand Adriaensz Bredero. En el siglo XVIII destaca una singular pareja de mujeres escritoras que vivían juntas, Betje Wolff (1738-1804) y su amiga Aagje Deken (1741-1804), que escriben notables novelas epistolares. La generación romántica del XIX está representada por Willem Bilderdijk (1756-1831), Hiëronymus van Alphen (1746-1803), Rhijnvis Feith (1753-1824), Hendrik Tollens (1780-1856) y A. C. W. Staring (1767-1840). En la narrativa destacó Multatuli, con una novela que denuncia el colonialismo, Max Havelaar (1860), y, en el ensayo, Busken Huet (1826-1886). El naturalismo está representado por Marcellus Emants (1848-1923). La generación de 1880 lo toma como precursor, formando un grupo denominado Tachtigers: Willem Kloos, Hélène Swarth, Albert Verwey, Frederik van Eeden, Lodewijk van Deyssel y Herman Gorter. En el siglo XX hay que mencionar la novela psicológica de Louis Couperus y, tras la Segunda Guerra Mundial, a tres autores que dominaron el panorama: Willem Frederik Hermans, Harry Mulisch y Gerard Reve. Después sobresalieron Hella Haasse y Cees Nooteboom, entre muchos otros tan importantes como estos.

### Gastronomía

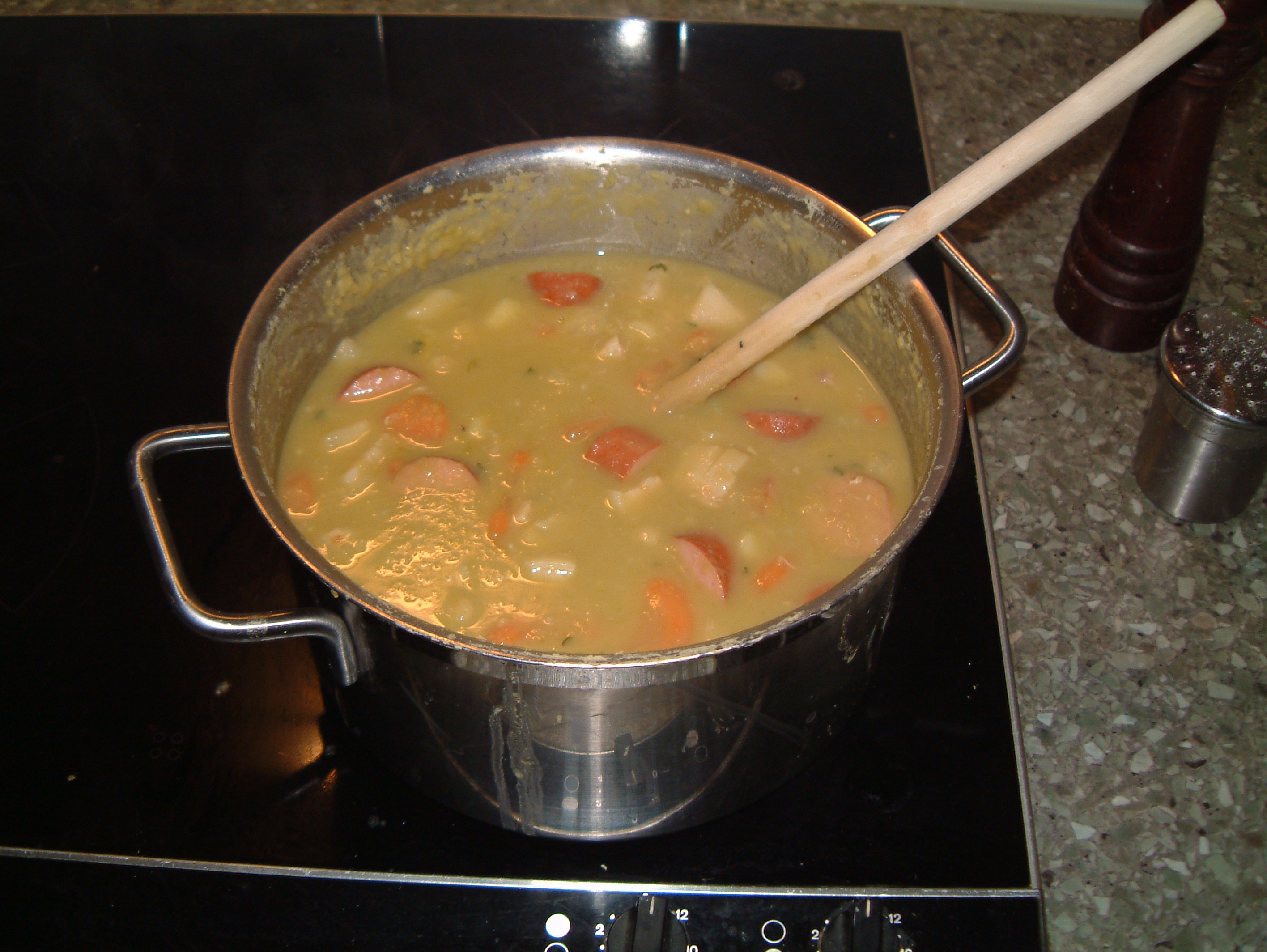
Un Erwtensoep (sopa de guisantes) en proceso de elaboración, el plato nacional

La cocina se caracteriza por el consumo en grandes cantidades de pan y patatas. Es muy popular una tostada redonda untada con mantequilla: el beschuit, que se suele comer como desayuno, con diferentes sabores y que se emplea en diferentes celebraciones. También es famoso uno de los platos nacionales, el erwtensoep que básicamente es una sopa de guisantes.
Son populares los quesos, entre los que destacan el Gouda, Edam y Leyden. Muchas de las ciudades en el este tienen sus propios quesos, algunos de ellos distinguibles solo por el sabor y por su apariencia exterior. Pero como en todos los países europeos las diferencias regionales se hacen patentes y cada región tiene sus platos típicos. El norte, protestante, tiene otra forma de ver la vida que el sur, católico; y eso se refleja también en sus influencias gastronómicas. También hay que destacar el bocadillo de arenque (haring broodje). Su dulce más apreciado son las galletas rellenas de sirope llamadas stroopwafels.

### Idioma
- En el país la mayoría de la población habla el neerlandés, que es el idioma oficial, pero también están reconocidas lenguas provinciales y dialectos regionales. También se habla en Flandes y en Surinam, mientras que en Indonesia las generaciones más jóvenes están empezando a recuperar el uso del idioma en el país, hasta ahora habitual sobre todo en la población que conoció la colonización neerlandesa.

- El frisón es la lengua cooficial en la provincia de Frisia, y es hablado por 453 000 personas.[88]
- Varios dialectos del bajo sajón neerlandés se hablan en la parte noreste del país y son reconocidos por los neerlandeses como lenguas regionales de acuerdo con la Carta Europea de las Lenguas Regionales o Minoritarias. Son hablados por 1 798 000 personas.
- Otro idioma es el limburgués, que se habla en el sureste de la provincia de Limburgo y es hablado por 825 000 personas.[89]
- En Sudáfrica y en Namibia, los descendientes de los colonos neerlandeses hablan afrikáans, un idioma que desciende del neerlandés.
- En las Antillas Neerlandesas, más específicamente en las islas de Aruba, Curazao y Bonaire, se habla el papiamento.

Es tradicional en el país hablar otras lenguas, el 70 % de la población tiene un conocimiento alto del inglés, entre el 55 y el 59 % habla el alemán y cerca del 19 % habla el francés.

### Religión

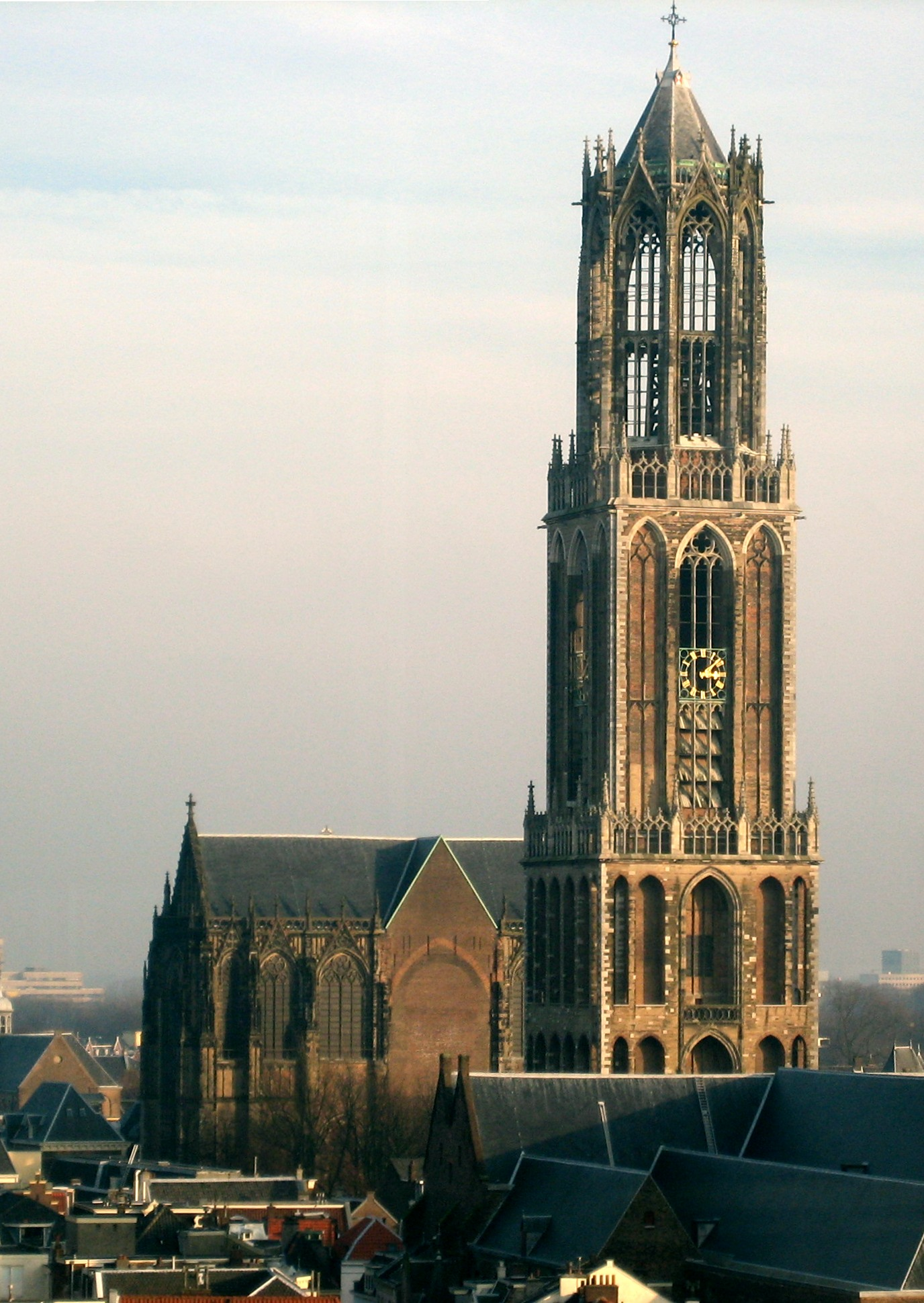
Catedral de San Martín de Utrecht

Tras la reforma del siglo XVI, el país quedó dividido en una parte católica y otra protestante. Su separación es aproximadamente de suroeste a nordeste: la primera es católica mientras que la segunda, protestante, incluye varias ramas, como la Iglesia reformada (calvinistas) y los luteranos.
En 2005, 43,6 % de la población neerlandesa es cristiana (el 27 % se declaraba cristiana católica, y un 16,6 % se declaraba cristiana protestante). Un 5 % de la población es musulmana, un pequeño porcentaje es judía, y un 48 % de la población no se declara perteneciente a una religión en general. Después de los atentados ocurridos en Europa los ciudadanos neerlandeses no musulmanes contemplaban el islam como una amenaza, y la presencia de musulmanes como algo desagradable, aunque desde 2006 se muestran menos negativos sobre la presencia de estos. Ello parece deberse a que no se han producido atentados graves en ese tiempo, al agotamiento sobre el tema y al aumento del contacto entre no-musulmanes y musulmanes.
Según la encuesta del Eurobarómetro de 2005, el 34 % de los ciudadanos neerlandeses respondieron "Creo que hay un Dios", mientras que el 37 % respondió "Creo que hay una especie de espíritu o fuerza vital" y el 27 % dijo "No creo que exista ningún tipo de espíritu, dios, la vida o la fuerza". Además, el 41 % de la población admitió que habitualmente piensan en el significado y el propósito de la vida y el 6 % dijo que nunca lo pensaban.

Diferentes niveles de educación en los Países Bajos

### Tecnología
Los Países Bajos siempre se destacaron por estar a la delantera en materia de tecnología y en su aplicación en áreas como el urbanismo, la ecología, la medicina, la educación, etc.
La Comisión Europea ha publicado los resultados de la edición de 2016 del Índice de la Economía y la Sociedad Digitales en los que Dinamarca, los Países Bajos, Suecia y Finlandia siguen ocupando los primeros puestos de estos resultados.
Por su parte, el Índice mundial de innovación, a cargo de la Organización Mundial de la Propiedad Intelectual, en su versión 2024, Países Bajos se ubica en el octavo lugar en innovación, dentro de dicho índice, entre 132 países, bajando respecto a la posición número 7 que ocupó en 2023 y 5 en 2022.

### Educación
La educación está dividida en colegios y en diferentes grupos de edad dentro de ellos, algunos de estos con diferentes niveles educativos. Los colegios se dividen en colegios públicos o colegios especiales religiosos. El Informe PISA, que está coordinado por la Organización para la Cooperación y el Desarrollo Económico, colocó en el noveno lugar de la educación mundial a los Países Bajos en 2008, obteniendo un crecimiento considerable en la media de la Organización.
La educación elemental comprende desde los cuatro a los doce años. Desde los cinco años es obligatorio. A partir de los doce años se puede escoger entre realizar la educación preparatoria de nivel medio (que consta de cuatro años), la educación general continuada (que consta de cinco años), o la educación científica preparatoria (que consta de seis años). Una vez terminados estos estudios, se puede optar por hacer la educación terciaria entre las que se incluyen las universidades. Al terminar estos estudios, se puede realizar una maestría que se termina con una edad promedio de veintidós años, para luego comenzar a trabajar. Todas las universidades, a excepción de Nyenrode, reciben financiación del estado. Las universidades de Ámsterdam, Delft, Leiden y Utrecht figuran cada año entre las cien mejores del mundo.

### Deportes
- Países Bajos en los Juegos Olímpicos
- Selección de fútbol de los Países Bajos
- Fútbol en los Países Bajos
- Selección de baloncesto de los Países Bajos
- Eredivisie

Uno de los deportes más importantes del país es el ciclismo, tanto en ruta como en pista. Jan Janssen y Joop Zoetemelk son los únicos neerlandeses que han ganado el tradicional Tour de Francia, además de triunfar en el Campeonato del Mundo de ciclismo y en los Juegos Olímpicos. Otras ciclistas, como Leontien Van Moorsel y Marianne Vos también han triunfado en los Juegos Olímpicos y ha conseguido campeonatos mundiales. También merecen mención los campeones de los Juegos Olímpicos y de los campeonatos del mundo, Hennie Kuiper, Jan Raas y Gerrie Knetemann.

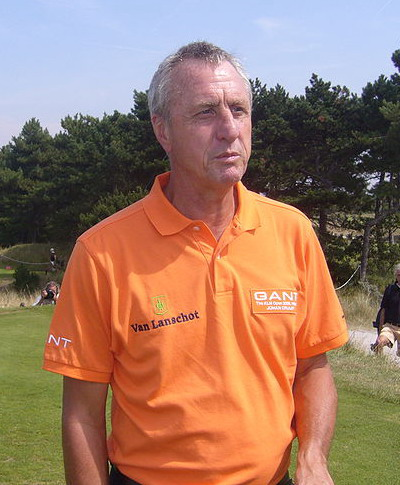
Johan Cruyff, jugador de fútbol neerlandés que ganó el balón de oro múltiples veces

El fútbol es la otra rama deportiva que también posee mucha popularidad. Son conocidos clubes como el Ajax Ámsterdam, Feyenoord Róterdam y el PSV Eindhoven. Estos consiguieron ser los máximos campeones europeos en su historia, pero solamente el Ajax Ámsterdam y el Feyenoord Róterdam (que entre sí tienen una histórica rivalidad) lograron coronarse como campeones mundiales de clubes. Existen otros clubes conocidos a nivel local como el Sparta Rotterdam (uno de los más antiguos del país), y otros como el AZ Alkmaar y el Football Club Twente, ambos campeones de liga en alguna ocasión. Aparte de estos éxitos, los Países Bajos han tenido a varios balones de oro como Johan Cruyff, ganador en tres ocasiones, Ruud Gullit, ganador en una ocasión o Marco van Basten ganador en otras tres ocasiones. Además de estos tres futbolistas, los Países Bajos también tienen otros mundialmente conocidos tales como Kees Kist, Wim Kieft (ganadores de la Bota de Oro junto con Van Basten), además de otros como Johan Neeskens, Rob Rensenbrink, Dennis Bergkamp, Ronald Koeman, Edwin van der Sar, Clarence Seedorf, Robin van Persie, Patrick Kluivert, Arjen Robben, Wesley Sneijder, entre otros. Muchos de estos jugadores han actuado en importantes clubes europeos.
La liga nacional es conocida con el nombre de Eredivisie, y en la actualidad es una de las 10 ligas de importancia en Europa. La Eredivisie fue considerada en los años 1990 como una de las más fuertes del mundo según la Federación de Historia y Estadística del Fútbol, siendo elegida como la mejor tercera en 1992.
El único título de la selección de fútbol de los Países Bajos (que durante una época fue conocida popularmente como «la naranja mecánica») es la Eurocopa 1988, celebrada en Alemania Federal. Fue subcampeona del mundo en 1974, 1978 y 2010.
El tenis también ha tenido éxitos, aunque este no tiene tanta relevancia como el fútbol y el ciclismo. Richard Krajicek es el único neerlandés en ganar un torneo de Grand Slam, concretamente el Campeonato de Wimbledon, en 1996. Martin Verkerk es otro jugador que ha llegado a una final de Grand Slam, en 2003, aunque cayó ante Juan Carlos Ferrero en Roland Garros. El hockey sobre hierba también es una de las ramas deportivas más importantes a nivel mundial. La Selección femenina de hockey sobre hierba de los Países Bajos consiguió ganar el Campeonato mundial de hockey sobre hierba hasta en seis ocasiones y el seleccionado masculino lo ha hecho también en dos ocasiones.
También destaca en natación con grandes nadadores y diversos récords mundiales como Inge de Bruijn, ganadora de ocho medallas olímpicas entre 2000 y 2004, cuatro de ellas de oro, además de batir 10 récords mundiales, Pieter van den Hoogenband tres veces campeón olímpico, 14 veces campeón europeo y 43 campeón nacional, Marleen Veldhuis, que tuvo el récord mundial de 50 metros libres así como el de 4 x 100 libre.
En los deportes de motor, el Circuito de Assen está considerado como la catedral del motociclismo mundial, celebrándose allí el Gran Premio de los Países Bajos de Motociclismo, mientras que el Circuito de Zandvoort acogió durante muchos años el equivalente de Fórmula 1. En esta última categoría Max Verstappen es el piloto más joven de la historia en debutar en el campeonato del mundo y también el más joven en ganar un gran premio, aparte de ser el único piloto neerlandés que lo consiguió, y, en el año 2021, se ha convertido en el primer piloto neerlandés en proclamarse campeón del mundo de esta categoría. En 2022 se ha convertido en bicampeón de la máxima categoría del automovilismo, y en 2023 ganaría su tercer título consecutivo, logrando en dicho año la mayor dominación que un piloto haya tenida en una temporada de Fórmula 1, con 19 carreras ganadas (lo que significa el 86.3% de la temporada) hecho que lo llevaría proclamarse como el 3.º Piloto con más victorias en la categoría. En este año también rompería el récord de victorias consecutivas con 10 victorias al hilo; todo esto ha llevado a Max a ser llamado "El orgullo del país". Y llevándolo a tener la base local más sólida de un piloto.Además del anterior, solo otro piloto neerlandés, Jos Verstappen (su padre), logró subir al podio.
En otros deportes como el atletismo destaca Ellen van Langen ganadora de los 800 metros planos en los Juegos Olímpicos de Barcelona 1992, pero sobre todo Fanny Blankers-Koen, cuatro veces medalla de oro en los Juegos Olímpicos de Londres 1948. En equitación Anky van Grunsven ha obtenido ocho medallas olímpicas en la disciplina de adiestramiento o doma clásica. En béisbol son la primera potencia europea gracias a que en los territorios neerlandeses caribeños de Aruba y Curazao es el deporte más popular y la gran mayoría de los jugadores que componen el equipo nacional provienen o tienen orígenes en los mismos. En las artes marciales son un país con una larga tradición de luchadores de kickboxing como Peter Aerts, Ernesto Hoost, Remy Bonjasky o Semmy Schilt que han dominado por completo las competiciones internacionales.